# Politique étrangère de la France depuis 1945
La politique étrangère de la France depuis 1945 s'inscrit en premier lieu dans l'ordre international instauré à la fin de la Seconde Guerre mondiale. Bien que la France n'ait pas participé aux conférences de Yalta et de Potsdam, elle est admise au nombre des vainqueurs : un siège permanent au Conseil de sécurité de l'ONU naissante lui est attribué, et elle fait partie des « Quatre puissances » occupantes de l'Allemagne.
Les deux priorités du GPRF puis de la Quatrième République sont en premier que l'Allemagne ne puisse plus jamais être à l'origine d'un conflit en Europe et en second de conserver son empire colonial dans lequel la France voit son principal levier de puissance.
L'émergence de la guerre froide conduit la diplomatie française à considérer que l'URSS devient la menace principale en Europe. La politique de relations équilibrées avec les États-Unis et l'URSS s'efface au profit d'une politique plus résolument atlantiste. La France joue un rôle moteur dans la conclusion du traité de l'Atlantique nord qui lui apporte la garantie de sécurité américaine, mais elle doit se résoudre à accepter la création de l'Allemagne de l'Ouest. Dès lors, la dimension européenne s'affirme progressivement comme une composante essentielle de la politique étrangère de la France car elle s'avère être le seul cadre réaliste dans lequel inscrire le devenir de l'Allemagne.
L'échec en Indochine, la guerre en Algérie et l'instabilité gouvernementale de la Quatrième République minent la crédibilité internationale de la France. De Gaulle entreprend à partir de 1958 une politique étrangère ambitieuse fondée sur la puissance économique retrouvée du pays et sur la liberté de décision que lui donne la possession de l'arme nucléaire. Il s'agit dans le monde occidental auquel la France appartient de prendre une place qui lui soit propre en refusant la prépondérance de la logique des blocs de l'Est et de l'Ouest, et en poursuivant la construction européenne dans une vision intergouvernementale mais non fédérale.
Mises en place par de Gaulle, les institutions de la Ve République donnent au président de la République un rôle prééminent dans la conduite de la politique extérieure de la France. Dans nulle autre démocratie occidentale le chef de l'État ne possède l'essentiel du pouvoir exécutif en matière diplomatique et militaire. Sous la Ve République, le président de la République incarne la politique étrangère de la France.
Georges Pompidou puis Valéry Giscard d'Estaing vont mener durant les années 1970 une politique étrangère où la continuité l'emporte sur le changement, même si le style laisse davantage de place à la négociation. Ils poursuivent la montée en puissance de la force de dissuasion nucléaire. Le démantèlement du système de Bretton Woods et les chocs pétroliers mettent fin aux « Trente glorieuses » et sont génératrices de tensions au sein du monde occidental. Pour autant, la France participe activement à la consolidation des deux piliers du multilatéralisme occidental, les Communautés européennes élargies à trois nouveaux membres et l'Alliance atlantique. Le dialogue Est-Ouest n'est jamais interrompu quoique la détente soit sur le déclin après son apogée en 1975 avec la CSCE, où la France joue un rôle de premier plan. La spécificité française s'affirme davantage à travers sa politique au Moyen-Orient en direction des pays arabes et en faveur d'un règlement global du conflit israélo-palestinien, ainsi que par sa politique néocoloniale en Afrique, qualifiée de « françafrique » par ses critiques.
Durant la présidence de François Mitterrand — la plus longue de l'histoire de la Ve République — les fondamentaux de la politique extérieure de la France ne sont pas remis en cause, après la tentative d'instaurer des relations internationales davantage marquées d'idéaux moraux et socialistes défendus notamment à Cancún, en particulier avec l'Afrique. Confronté la fin de la guerre froide et à l'hégémonie américaine incarnée par Reagan, Mitterrand saisit l'occasion des bouleversements géopolitiques en Europe pour promouvoir l'approfondissement de la CEE qui devient l'Union européenne en 1993 après quatre ans de négociations, dans une vision partagée avec le chancelier allemand Kohl avec lequel il entretient des liens étroits. Mitterrand est aussi le président de la Ve République à avoir le plus engagé la France au Moyen-Orient, en faveur de l'intégrité du Liban et d'une solution de paix au conflit israélo-arabe passant par la création d'un État palestinien. Mais la France pèse moins qu'espéré sur le cours des évènements faute de rallier Washington et Tel-Aviv à ses vues et paie son activisme par des attentats contre ses forces au Liban et sur son territoire.
Durant sa présidence, Jacques Chirac manifeste l'indépendance de décision de la France en reprenant les essais nucléaires et en s'opposant à la guerre d'Irak. Il accorde une importance particulière aux politiques russe et arabe de la France, avec pour résultats les plus visibles l'admission de la Russie au G7 et le retrait des troupes syriennes du Liban. Mais en 2005 le résultat négatif du référendum de ratification du traité établissant une constitution pour l'Europe affaiblit la position de la France en Europe.
Les acquis les plus durables de la présidence de Nicolas Sarkozy sont la réintégration de la France dans le commandement de l'OTAN, symbole fort du retour à des relations apaisées avec les États-Unis, et la ratification du traité de Lisbonne qui reprend la plus grande partie des dispositions du projet avorté de constitution pour l'Europe. Mais la gestion des crises successives commande pour une bonne part les priorités de la politique étrangère de Sarkozy puis de François Hollande, qu'il s'agisse de la crise des relations entre la Russie et l'UE, de la crise financière mondiale de 2007-2008 et de la crise de la dette dans la zone euro, ou bien encore de la crise migratoire et du Brexit. Toutefois, l'accord de Paris sur le climat de 2015 est un grand succès de Hollande et Fabius.

## Politique extérieure de laIVeRépublique

### L'État français rétabli par le GPRF
Pendant la Seconde Guerre mondiale, la France est un pays vaincu et occupé par le Troisième Reich allemand. Le régime de Vichy a peu d'autorité, sur le plan intérieur comme extérieur. Il bénéficie toutefois de la reconnaissance des États-Unis qui maintiennent un ambassadeur jusqu'en 1942. Surtout, il est contesté par le Comité français de libération nationale (CFLN) du général de Gaulle. Le 3 juin 1944, trois jours avant le débarquement en Normandie, le CFLN prend le nom de Gouvernement provisoire de la République française. Après la libération de Paris, le GPRF s'installe dans la capitale le 31 août 1944 et gouverne la France jusqu'à l'avènement de la IVe République fin octobre 1946.
Les Alliés ne se précipitent pas pour reconnaître le GPRF en tant que gouvernement légitime de la France. Cette première bataille diplomatique aboutit positivement toutefois avec sa reconnaissance simultanée le 23 octobre 1944 par les Trois Grands. Mais ce n'est pas suffisant pour de Gaulle qui veut, pour que le « rang » de la France soit pleinement rétabli, que la France soit considérée par les Trois Grands comme le quatrième d'entre eux.
Cet objectif sera atteint grâce à la persévérance du général de Gaulle et au soutien de Churchill, désireux d'avoir la France à ses côtés face à l'URSS, :
- la France obtient un des cinq sièges permanents au Conseil de sécurité de l'ONU dont la Charte est signée le 26 juin 1945 à la fin de la Conférence de San Francisco où la France est représentée par Georges Bidault[6] ;
- à Yalta, en février 1945, les « Trois Grands »[a] finissent par accorder à la France une zone d'occupation en Allemagne ;
- à Potsdam, en juillet 1945, la France obtient de siéger au Conseil de contrôle allié, chargé de gérer les affaires de l’Allemagne (CCA), et au Conseil des ministres des Affaires étrangères (CMAE), chargé de l’élaboration des traités de paix avec l’ancien Reich et ses ex-alliés.

Pour autant, la France n'est présente ni à Yalta, ni à Potsdam où se sont prises les décisions géopolitiques clés pour l'avenir de l'Europe et du monde ; son retour formel parmi les Grands ne doit pas cacher qu'en 1945 et pour longtemps ses moyens sont limités ; la France n'a pas retrouvé tous les attributs d'une grande puissance, et selon l'expression de René Girault, sa place retrouvée à côté des Grands est « un habit un peu trop grand pour elle ». La Chine est en pleine guerre civile, et le Royaume-Uni qui peut être légitimement fier d'avoir lutté pour la liberté du monde et qui est encore à la tête du plus grand empire colonial du monde, s'est épuisé dans l'interminable Seconde Guerre mondiale et va devoir se résoudre entre 1945 et 1948 à s'appuyer sur les États-Unis. Lorsque la guerre prend fin, il n'y a en réalité dans le monde plus que deux très grandes puissances, les États-Unis, d'une richesse incomparable et présents partout dans le monde, et l'URSS, laminée par la guerre mais puissamment installée au centre de l'Eurasie sur un territoire élargi et bénéficiant d'un prestige immense pour avoir si chèrement vaincu la Wehrmacht qui légitime l'idéologie communiste dont l'influence peut ainsi plus facilement se répandre dans le monde.

### Les fondamentaux de la politique étrangère de la France après-guerre

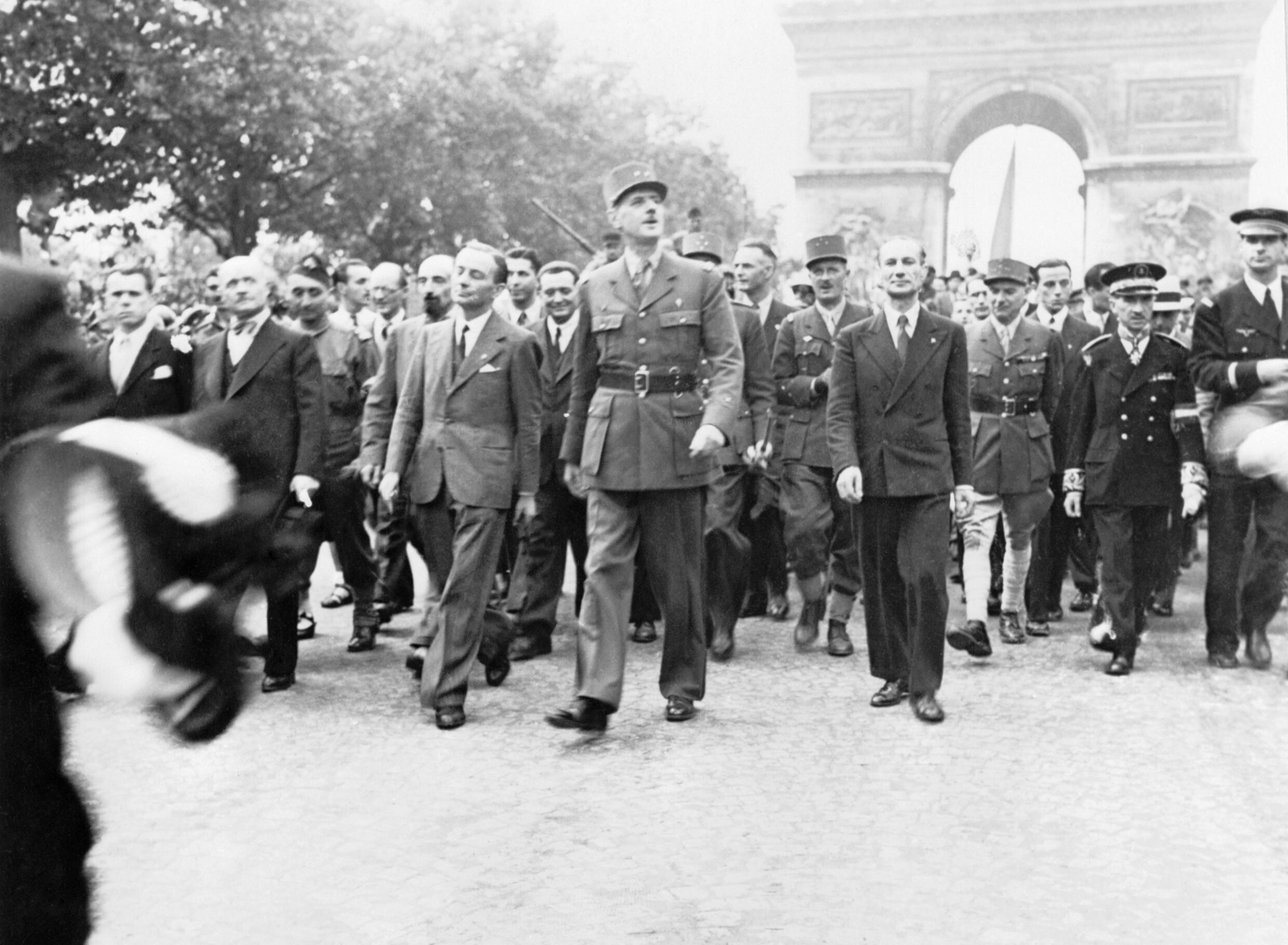
De Gaulle et, à sa droite, Georges Bidault au moment de la libération de Paris.

De Gaulle décide des premières grandes orientations jusqu'à son départ en janvier 1946. Mais la continuité sera assurée par des hommes comme Georges Bidault jusqu'en 1948.
L'Allemagne est le sujet prioritaire de la diplomatie française en 1945 et pour plusieurs années. Il s'agit de faire en sorte qu'elle ne puisse plus jamais être à l'origine d'un conflit en Europe. Les leviers mis en avant par la France auprès de ses partenaires américains, britanniques et russes sont, au-delà de sa démilitarisation, une forme de démembrement économique et de morcellement politique de l’Allemagne.
Conscient que rien ne peut se décider concernant l'Allemagne sans les Russes, et ne voulant pas d'un alignement pur et simple sur les États-Unis, de Gaulle tente d'instaurer une relation privilégiée avec l'URSS. Le Traité d'alliance entre la France et l'URSS signé à Moscou le 10 décembre 1944 symbolise le retour de la France sur la scène diplomatique mais ne se traduira in fine pas par un soutien de Staline aux demandes françaises relatives à l'Allemagne.
De Gaulle parti, Bidault entend maintenir la politique d’équilibre entre l’Est et l’Ouest et poursuivre les mêmes objectifs affichés concernant le sort de l’Allemagne. Mais les prémices de la guerre froide sont dès 1946 visibles sur la question allemande au sujet de laquelle les États-Unis et l'URSS ne parviennent pas à s'entendre, tandis que les Britanniques alignent leurs positions sur celles des Américains. L'exclusion des ministres communistes en mai 1947 donne au gouvernement français de plus grandes marges de manœuvre pour se rapprocher progressivement des États-Unis. Entre le printemps 1947 et celui de 1948, la France opère un revirement complet sur la question allemande provoqué par l'échec des sessions du Conseil des ministres des Affaires étrangères (CMAE) des « Quatre puissances » et rendu attractif par l'engagement des États-Unis en Europe symbolisé par le plan Marshall, rejeté par les Soviétiques.
La conférence de Londres réunit de février à juin 1948 les trois puissances occidentales et le Benelux. Elle se conclut par l'instauration d'un gouvernement central fédéral allemand, la création d'une autorité internationale de contrôle de la Ruhr et le maintien du statut d'occupation militaire de l'Allemagne. Défendus par Georges Bidault et Robert Schuman, ces accords sont votés par l'Assemblée nationale le 18 juin 1948 avec une courte majorité,.

### Le rapprochement avec les États-Unis
À l'égard des États-Unis, la France hésite entre d'une part la fascination, la fidélité et la reconnaissance héritées de La Fayette et du sacrifice des GIs venus par deux fois à son secours, et d'autre part le souvenir du temps où la France était l'une des grandes puissances mondiales et l'amertume découlant de la politique française menée par Roosevelt, incarnés par de Gaulle. Ce contexte historique incite dans un sens la France à être l'un des piliers du monde occidental et dans l'autre à chercher une voie européenne indépendante tout en affirmant son autonomie stratégique. La France n'a ni intérêt ni même les moyens d'un choix radical entre ces deux voies. Aussi, de façon constante depuis 1945, sa politique étrangère emprunte-t-elle aux deux voies à des degrés divers dans le temps.
Durant les années 1945-1949, la France ne peut se passer du soutien des États-Unis, s'agissant de son relèvement économique comme de sa sécurité.

#### Soutien américain au relèvement économique

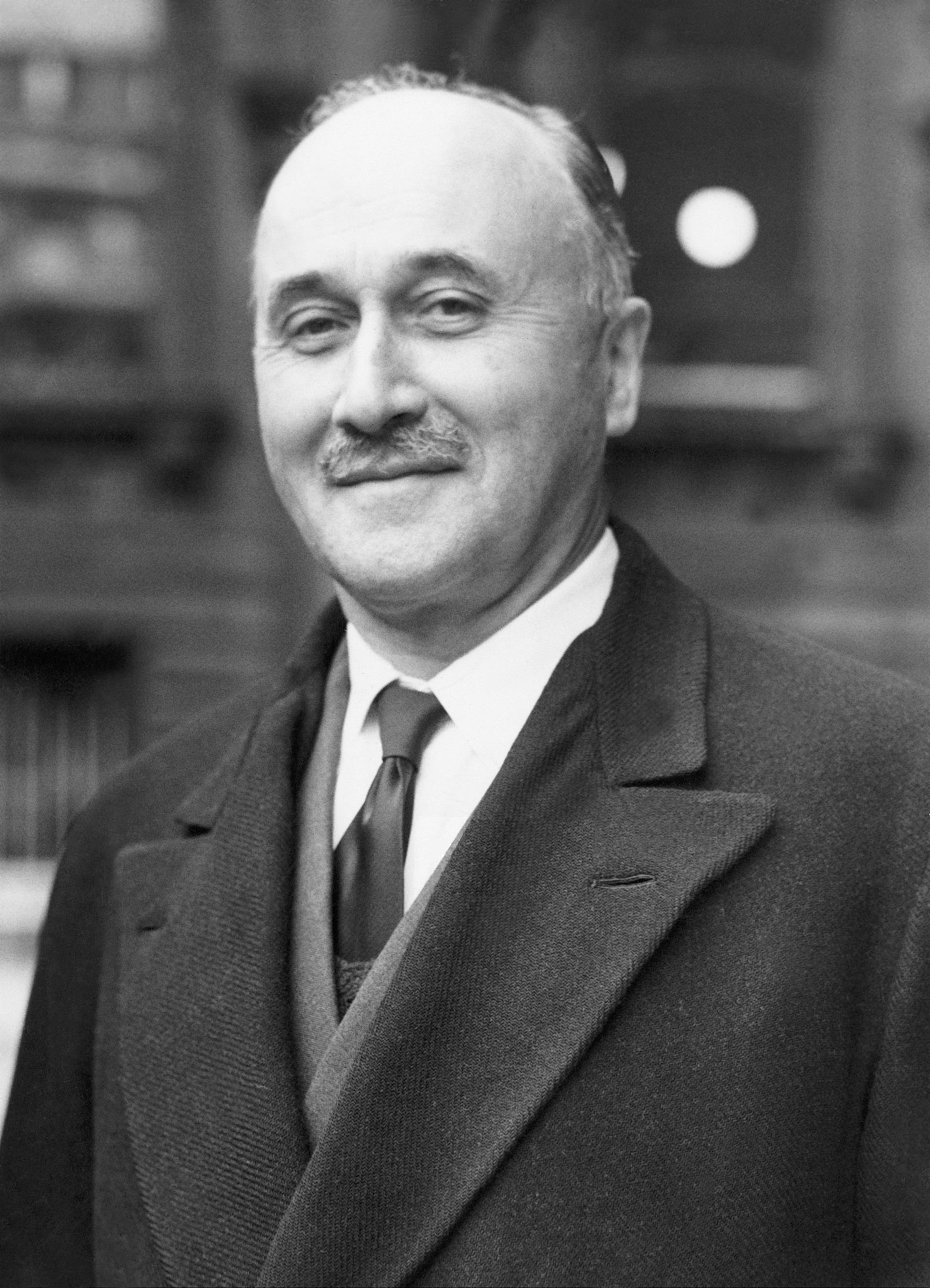
Jean Monnet en 1952.

Initiés par de Gaulle et largement orchestrés par Jean Monnet, en 1946, les accords Blum-Byrnes liquident 2,8 milliards de dollars de dettes françaises contractées au titre du prêt-bail et octroient de nouveaux crédits. Les négociations sont rendues difficiles de par le contexte dans lequel elles s'inscrivent : les Américains attendent des Français qu'ils acceptent le libre-échange et adoptent une position plus souple sur l'Allemagne, tandis que les Français ne veulent rien céder sur l'Allemagne et espèrent bénéficier d'un prêt et de conditions équivalentes à celles du Royaume-Uni pour financer le déficit induit par le plan Monnet,.
Les États-Unis prennent conscience en 1947 que l'Europe ne se relèvera pas sans une aide plus importante. Le Royaume-Uni et la France sont à la manœuvre pour mettre en place le plan Marshall. Dans un premier temps, elles tentent de convaincre Moscou d'y participer. Plusieurs jours de conférence à Paris entre Bidault, Bevin et Molotov n'aboutissent qu'à un refus des Soviétiques le 2 juillet 1947. Dans la foulée, la Conférence de coopération économique européenne qui réunit les seize pays ayant accepté l'aide à la reconstruction proposée à l'Europe par Marshall, s'ouvre à Paris sous l'égide des Britanniques et des Français. Les États-Unis attendent des Européens qu'ils soient les acteurs solidaires de leur reconstruction et ne sont pas prêts à fournir une aide massive sans contrepartie. L'unanimité est loin de régner entre ces pays sur le degré de coopération voire d'union européenne auquel parvenir et sur la restauration industrielle de l'Allemagne : le Royaume-Uni est hostile à toute unification européenne, tandis que la France appuie l'idée d'une union douanière. Les Européens parviennent à s'accorder en septembre 1947 sur des réponses et propositions communes à l'offre d'aide économique américaine. Sur ces bases, le plan Marshall se met en place en avril 1948 avec la création de l'OECE,.

#### Garantie de sécurité américaine
En 1946 et 1947, la diplomatie de la France repose encore pour une large part sur l'obsession d'empêcher toute résurgence de la puissance allemande. Réactivation de l'Entente cordiale, le traité franco-britannique de Dunkerque de mars 1947 est dirigé contre le risque d'une résurgence d'une politique allemande militariste et menaçante.

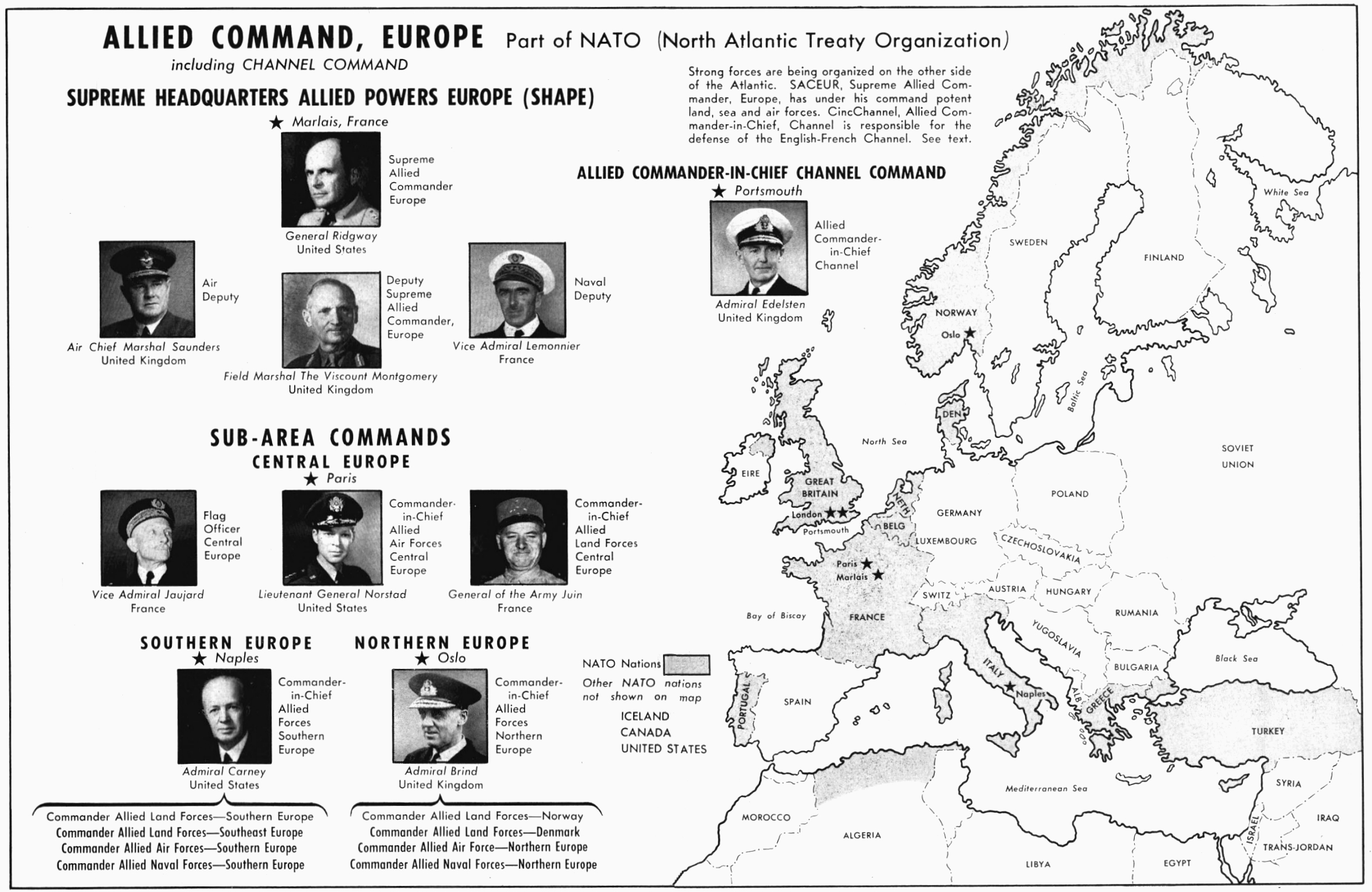
États-Unis, France et Royaume-Uni se partagent les postes de commandement de l'OTAN en 1952.

Mais le danger soviétique se cristallisant alors rapidement, les deux pays vont s'orienter ensuite vers une alliance plus large, sous tutelle américaine, qui aboutit à la signature du traité de Bruxelles en mars 1948, puis à celle du traité de l'Atlantique nord en avril 1949, dans la négociation duquel la France est un acteur majeur.
Sur proposition de Bidault, le Conseil des ministres autorise le 19 décembre 1947 l'ouverture de négociations pour la création d'un « organisme militaire de sécurité » avec le Royaume-Uni, les États-Unis et le Benelux. Cette décision est prise au motif que la neutralité de la France n'est plus une option après les menaces soviétiques sur l'Autriche et la Tchécoslovaquie et les désordres en France et en Italie. Puis Bidault adresse en mars 1948 une note à Marshall dans laquelle il souligne la gravité de la situation en Europe et la nécessité de définir concrètement les moyens à mettre en œuvre pour assurer la sécurité de la France et de ses voisins. Marshall répond qu'il partage le point de vue de Bidault quant à la gravité de la situation en Europe et la nécessité de définir rapidement les mesures adéquates. Il conditionne toutefois l'implication des États-Unis dans la défense du continent européen à la signature du traité de Bruxelles en cours de discussion,.
Par ailleurs, les États-Unis apportent une aide militaire directe importante à la France qui contribue à son réarmement et à la conduite de la guerre d'Indochine.

### Débuts de la construction européenne
La dimension européenne s'affirme progressivement comme une composante essentielle de la politique étrangère de la France car elle s'avère être le seul cadre réaliste dans lequel inscrire le devenir de l'Allemagne et pour redresser le pays. Les premiers jalons posés entre 1945 et 1948 sont l'œuvre de Bidault, mais les étapes décisives sont franchies par Robert Schuman, ministre des Affaires étrangères de 1948 à fin 1952, et par Jean Monnet,.
Dès l'immédiat après-guerre de nombreuses voix militent en faveur de l'intégration européenne pour garantir la paix. Ainsi, dans un discours prononcé en 1946, W. Churchill appelle à édifier « une sorte d'États-Unis d'Europe » et se dit convaincu que « le premier pas vers la création de la famille européenne doit consister à faire de la France et de l'Allemagne des partenaires ». Et les Américains incitent concrètement les Européens à s'unir en exigeant la création de l'OECE.

#### Premiers jalons (1945-1949)
L'année 1948 marque le lancement de la construction européenne occidentale. Outre la fondation de l'OECE, ont lieu la conférence des Six à Londres qui traduit la volonté des Occidentaux de faire appliquer le plan Marshall à la partie ouest de l’Allemagne, de créer un État ouest-allemand et d’intégrer cet État au bloc occidental en constitution, ainsi que la signature du traité de coopération et de défense à Bruxelles par la France, le Royaume-Uni et le Benelux.
Le 13 février 1948, Bidault prononce devant l’Assemblée nationale un discours entièrement consacré au thème européen, qui constitue la première expression officielle du gouvernement français en faveur de la construction d’une Europe unie où s’intégrerait l’Allemagne. Sur le plan inter-européen, le congrès de La Haye est le véritable coup d'envoi en mai 1948 de la construction européenne. Trois mois plus tard, Bidault reprend à son compte l'idée de création d'une assemblée européenne. Pour la première fois, un gouvernement présente officiellement un projet tendant à la construction de l’Europe,. Sur cette lancée, le Conseil de l'Europe voit le jour le 5 mai 1949.

#### Étapes fondatrices de la future Union européenne (1950-1957)
Favorable à une intégration continentale poussée, le gouvernement français ne se satisfait pas des organisations européennes actives en 1949, qui ne dépassent guère le niveau de la coopération intergouvernementale. L'OECE gère l'allocation des fonds du plan Marshall mais ne parvient pas à promouvoir une coopération et encore moins une intégration économique européenne, largement en raison de l'opposition des Britanniques,. De même, les compétences limitées du Conseil de l'Europe sont très éloignées de l'élan suscité au congrès de La Haye et des propositions faites par Bidault puis Schuman.
Le 9 mai 1950 par une déclaration prononcée par Robert Schuman et inspirée par Jean Monnet, la France propose la création d’une organisation européenne chargée de mettre en commun les productions françaises et allemandes de charbon et d’acier, ouverte à d'autres pays européens,. Le plan proposé apporte une réponse à l'impasse dans laquelle la France et l'Europe se trouvent du fait de la querelle franco-allemande et obtient le soutien des États-Unis. Cette proposition débouche sur la signature, le 18 avril 1951 du Traité de Paris, qui institue la Communauté Européenne du Charbon et de l’Acier entre six États européens.
Durant l'été 1950, la guerre de Corée exacerbe les craintes sur la sécurité de l'Europe et relance la volonté américaine de procéder au réarmement allemand auquel la France demeure hostile. L'idée naît alors en France de transposer à la défense le schéma en cours de négociation pour le charbon et l'acier. Le 24 octobre 1950, le gouvernement français « propose la création pour la défense commune d'une armée européenne rattachée à des institutions politiques de l'Europe unie ». Malgré leur désir de constituer au plus vite des unités militaires allemandes, les Américains acceptent que s'engagent des négociations au sein de l'Alliance atlantique et entre Européens sur ce qui sera finalement baptisé la Communauté européenne de défense (CED). Mais en France même, pourtant le pays initiateur de toute l'affaire, les gaullistes et les communistes français s'opposent à cette idée de défense commune, qu'ils voient comme une perte de souveraineté nationale. Le volet supra-national européen de la CED est vu par de nombreux hommes politiques français comme un obstacle au rôle mondial auquel ils aspirent pour la France forte de l'Union française « qui reste notre principale force et notre principal espoir » selon les mots de Pierre Mendès-France, alors même que la guerre en Indochine est en voie d'être perdue et qu'en Algérie l'insurrection se prépare.

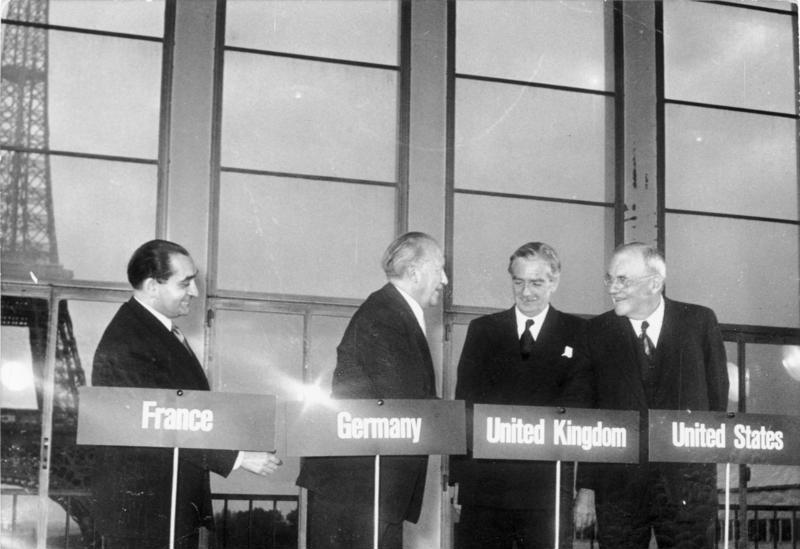
Conférence de l'OTAN sur le réarmement de l'Allemagne, le 20 octobre 1954. Avec Pierre Mendès France, Konrad Adenauer, Anthony Eden et John Foster Dulles.

Le débat exacerbé des années 1952 et 1954 autour de la CED n'est que l'une des facettes des difficultés que la France traverse dans ses relations internationales. En Europe même, la France se replie sur elle-même sur le plan économique en suspendant la libéralisation des échanges avec ses voisins instaurée dans le cadre de l'OECE. Enfin et surtout, la crainte de l'Allemagne n'a pas disparu et les relations entre les deux États sont empoisonnées par la question de la Sarre. Le refus des Britanniques d'entrer dans tout schéma d'unification européenne comportant une dose de supranationalité contrarie aussi les plans de ceux qui comptent avant tout sur l'alliance franco-britannique pour contrôler l'Allemagne. Enfin, Washington déjà très mécontent des atermoiements français relatifs à l'OECE et à la CED craint aussi que le courant neutraliste ne pousse Paris à chercher une entente avec l'URSS sur l'Allemagne, à un moment où pour les États-Unis il n'y a plus d'alternative à la consolidation du bloc de l'Ouest face au bloc de l'Est.
Pourtant, après l'échec de la CED le 30 août 1952, un rebond net de la politique européenne de la France s'opère durant les dernières années de la Quatrième République. Dans un premier temps, la France n'a d'autre choix, après avoir rejeté la CED qu'elle avait pourtant initiée, que d'accepter le réarmement de l'Allemagne et son entrée dans l'OTAN par la signature des accords de Paris du 23 octobre 1954. Mais ces accords, immédiatement condamnés par Moscou, confirment aussi l'ancrage à l'Ouest de la République fédérale allemande mettant fin à toute velléité neutraliste française favorable aux Soviétiques, et amorcent le règlement du problème de la Sarre, le tout ouvrant la porte à un dialogue plus constructif avec Adenauer.

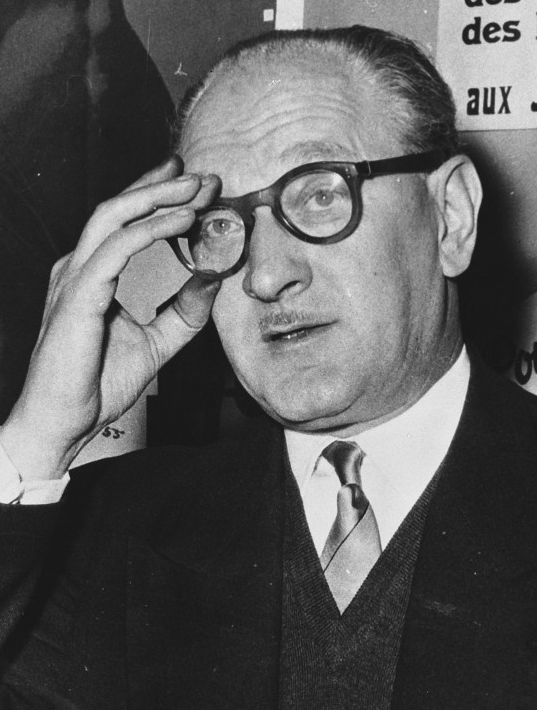
Guy Mollet, président du Conseil de février 1956 à juin 1957.

Dans un second temps, la France finit par endosser l'initiative de relance de la construction européenne prise par les pays du Benelux, formalisée par une résolution commune signée par les ministres des Affaires étrangères des six États membres de la CECA réunis à Messine du 1er au 3 juin 1955. Les Six décident d'étudier comment instaurer un marché commun et organiser l'utilisation pacifique de l'énergie atomique. Sollicité, le Royaume-Uni se retire rapidement de ce processus. Les négociations entre les Six vont s'avérer difficiles. Seize mois après la conférence de Messine, les ministres réunis à Paris les 20 et 21 octobre 1956 échouent à se mettre d'accord : le protectionnisme français, les craintes allemandes vis-à-vis du marché commun agricole, le degré de supranationalité des nouvelles institutions, le statut des colonies françaises et les compétences d'Euratom sont les principales pierres d'achoppement. Mais l'insurrection de Budapest et la crise de Suez vont démontrer à nouveau la nécessité de construire l'Europe. Le 6 novembre 1956, Guy Mollet et Konrad Adenauer affichent leur volonté politique de trouver un accord. Dès lors, les négociations reprennent dans un esprit de compromis et aboutissent le 19 février 1957 lors de le conférence à Paris des chefs de gouvernement des Six. Les traités instaurant la CEE et Euratom sont signés à Rome le 25 mars 1957,,. L'Assemblée nationale française vote la ratification de ces traités le 9 juillet 1957.

### Déclin de la puissance française
- Métropole et départements d'outre-mer
- Territoires d'outre-mer
- Territoires associés
- États associés (deviennent indépendants avant 1958)

Carte de l'Union française.

Après la Seconde Guerre mondiale, la France compte encore beaucoup sur son empire colonial, le plus vaste au monde après l'Empire britannique. Dans un contexte général de recul de l'idée coloniale et d'effondrement des empires devant les nationalismes indigènes, la France tente de conserver son empire en combinant concessions et répressions. L'URSS et les États-Unis encouragent les mouvements indépendantistes, par principe idéologique mais aussi pour étendre leur influence politique et économique dans de nouveaux territoires.
La décolonisation française est favorisée par l'importance prise par les colonies qui ont constitué un réservoir d'hommes et des bases arrière pour la France libre et les armées alliées lors de la Seconde Guerre mondiale. La constitution de la IVe République institue l'Union française, sans réel pouvoir et inapte à empêcher le délitement progressif de l'empire. Sous la pression des évènements, la France mène à reculons sa politique de décolonisation avec les violences et les guerres qui en découlent. Au Maroc et en Tunisie, l'indépendance vis-à-vis de la France finit par être obtenue en 1956 après des années de troubles. À Madagascar, l'insurrection de 1947 dont l'armée française met plus d'un an à venir à bout, fait des milliers de victimes. En Afrique occidentale française (AOF) et en Afrique équatoriale française (AEF), l’égalité et la citoyenneté entre 1945 et 1958 mobilisent la population davantage que l’indépendance politique. Les réponses apportées coûtent cher à la France : la part des territoires d’outre-mer dans le budget de la France passe de 5,1 % en 1949 à 9 % en 1952.

Partition de l'Indochine française.

Surtout, les deux guerres coloniales majeures conduites en Indochine puis en Algérie vont affaiblir la France, sur le plan politique comme économique, et pour cette dernière être à l'origine de la chute de la Quatrième République.
Profitant de l'occupation japonaise de l'Indochine, les communistes et indépendantistes du Việt Minh déclarent en septembre 1945 l'indépendance du Viêt Nam. La guerre d'Indochine menée à partir de 1946 est d'abord une guerre coloniale pour laquelle la France ne reçoit pas le soutien de ses Alliés. La situation change à cause de l'aide accordée par la Chine communiste à partir de 1949 au Việt Minh et de l'éclatement de la guerre de Corée en 1950. La guerre draine une part importante des forces armées françaises qui ne peuvent dans le même temps aligner en métropole des moyens en nombre suffisant pour s'inscrire dans les plans de l'OTAN. Devenue le bras armé d'une guerre contre le communisme, la France bénéficie alors d'une aide américaine substantielle mais insuffisante pour éviter la défaite. En 1954, les accords de Genève reconnaissent l'indépendance du Laos, du Cambodge et le partage temporaire du Viêt Nam.
La guerre d'Algérie prend en 1954 le relai de celle menée en Indochine. Si la Quatrième République assouplit le régime colonial dans le Maghreb et reconnaît l'indépendance de la Tunisie et du Maroc en 1956, elle refuse néanmoins toute sécession de l'Algérie dont le territoire est découpé en départements d'outre-mer. Les attentats d'Alger de 1954 ouvrent une période de conflit qui marquera durablement l'esprit des Français.
Entre ces deux guerres coloniales, la crise de Suez met en évidence la faiblesse de la France, ainsi que celle du Royaume-Uni. Les deux pays s'entendent en 1956 pour reprendre le contrôle du canal de Suez que Nasser a nationalisé. Malgré la demande des États-Unis que la question soit réglée par la voie diplomatique, les Français et les Britanniques préparent dans le plus grand secret leur opération militaire conjointe avec Israël contre l’Égypte pour reprendre le contrôle du canal de Suez et surtout maintenir la présence occidentale dans la région. Les opérations militaires entreprises début novembre 1956 ouvrent une crise majeure obligeant les deux pays européens à stopper leurs opérations sous la pression de l'Union soviétique mais surtout celle des États-Unis ou le président Eisenhower n'accepte pas d'avoir été trompé par ses deux alliés les plus proches. La situation au Maghreb et l'affaire de Suez empêchent la France de mener une politique arabe positive et créent un contexte favorable au développement des relations entre la France et Israël. Celles-ci connaissent leur âge d'or entre 1954 et 1959, concrétisé par la fourniture d'armements français et surtout d'une aide essentielle au programme nucléaire israélien,,.
Les États-Unis, anticolonialistes par tradition, jouent un rôle essentiel dans la guerre d'Algérie car ils sont dès 1954 convaincus que la France ne peut pas la gagner. Ils souhaitent donc que le gouvernement français négocie avec le FLN pour y mettre fin le plus rapidement possible, d'autant plus qu'à leurs yeux cette guerre non seulement ne s'inscrit pas dans leur politique d'endiguement du communisme mais au contraire compromet la participation effective de la France à l'OTAN et risque de pousser l'Afrique du Nord dans les bras de Moscou.
A contrario pour la plupart des chefs politiques français, l'Algérie française est la pierre angulaire d'une politique étrangère ambitieuse qui vise à inscrire la France dans trois sphères d'influence interdépendantes :
- le monde libre, structuré par l'Alliance atlantique, dirigé par une « troïka » Etats-Unis, Grande-Bretagne et France ;
- l'Europe occidentale, formée initialement des Six de la CEE, avec au cœur le couple franco-allemand ;
- l'« Eurafrique », projet d'une fédération franco-africaine, dont la France devait être à la fois la tête et le coeur et qui constituerait l'arrière pays économique de l'Europe.

Mais les divisions internes des gouvernements de la Quatrième République qui se succèdent à un rythme accéléré — cinq chefs de gouvernement entre juin 1954 et mai 1958 — se traduisent par leur impuissance à se faire obéir de leurs administrations ou de l'armée et par une paralysie politique croissante en dépit du consensus politique large pour conserver l'Algérie à la France, avec une autonomie interne limitée.
L'incapacité de la Quatrième République à régler la question algérienne et à jouer pleinement au sein de l'Alliance atlantique le rôle que ses alliés attendent d'elle, amène Washington à envisager sereinement le retour aux affaires du général de Gaulle pansant qu'il installerait un régime plus stable et qui saurait d'une manière ou d'une autre régler la question algérienne.

## Politique de «grandeur» du général de Gaulle (1958-1969)

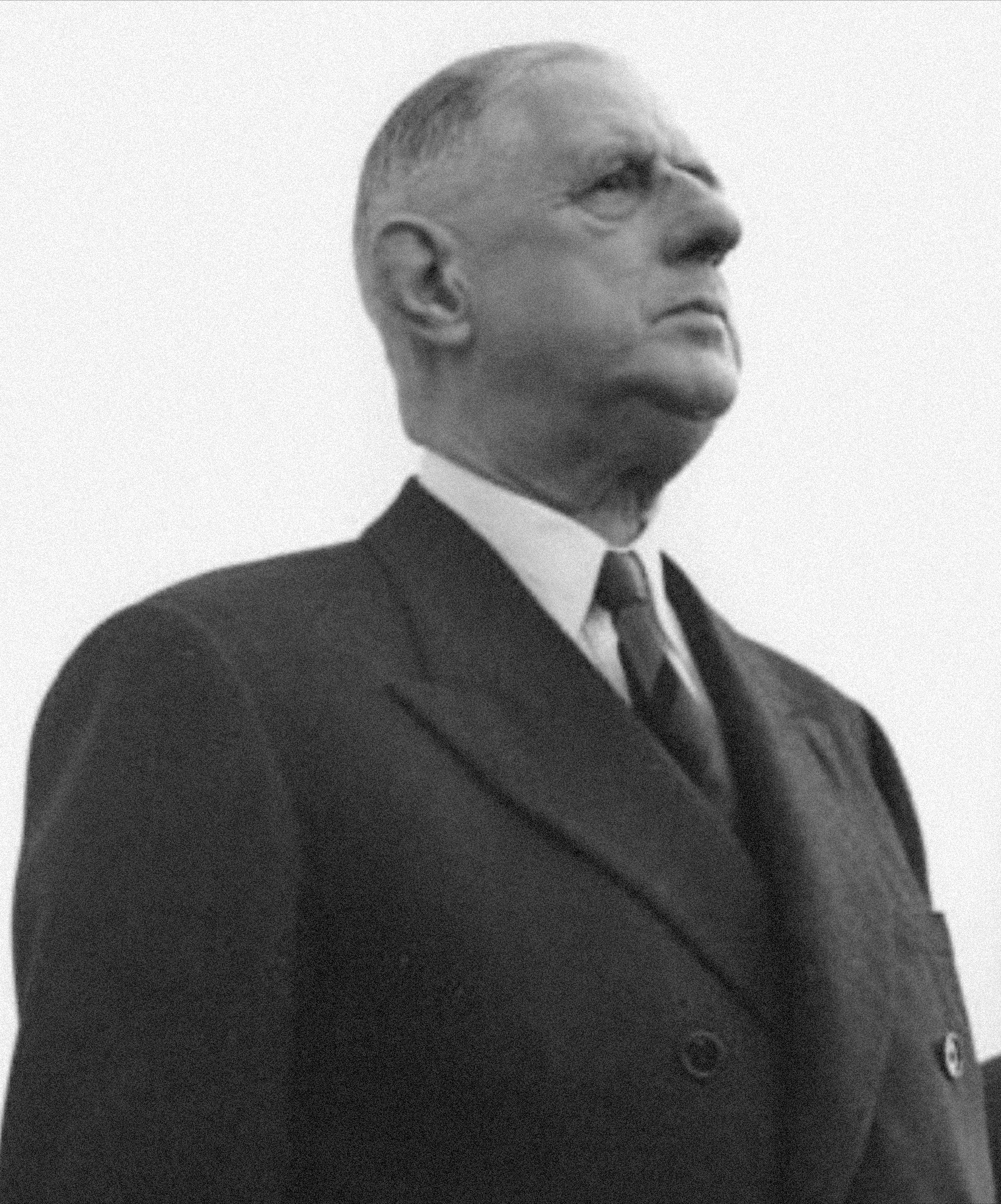
De Gaulle en 1961.

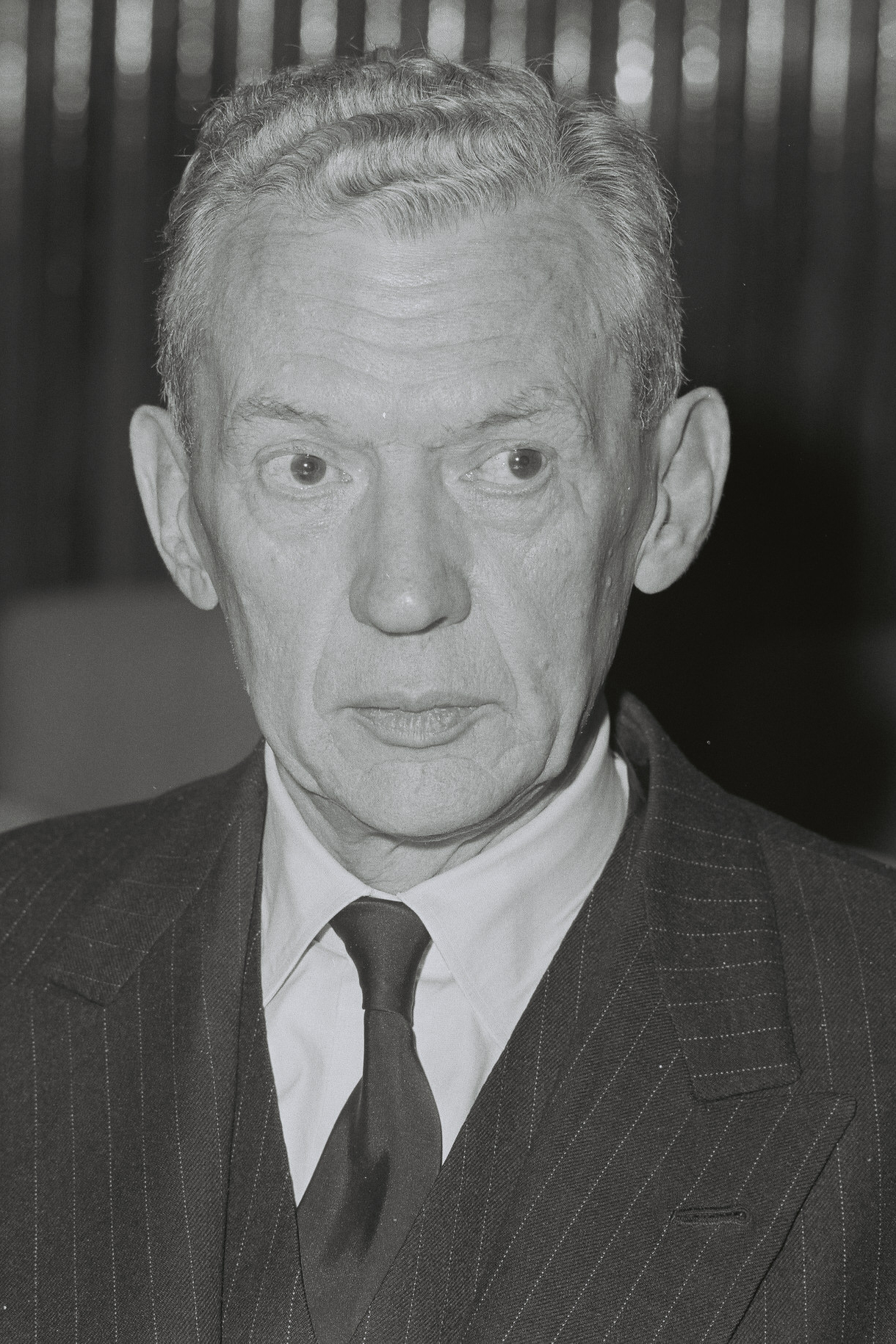
M. Couve de Murville, ministre des Affaires étrangères de 1958 à 1968.

Le 1er juin 1958, le général de Gaulle est investi chef du gouvernement par l'Assemblée. Les institutions de la Ve République donnent au président de la République, fonction que de Gaulle occupe à partir du 8 janvier 1959, un rôle prééminent dans la conduite de la politique extérieure de la France. Dans nulle autre démocratie parlementaire occidentale le chef de l'État ne possède l'essentiel du pouvoir exécutif en matière diplomatique et militaire. Sous la Ve République, le président de la République incarne la politique étrangère de la France,.
Dès le 13 juin, il esquisse les principes de base de la politique étrangère qu'il veut mener : « Dans le monde occidental auquel nous appartenons, sans devoir nous y confiner, prendre une place qui nous soit propre, mener une action qui soit notre action, en vue de servir à la fois le pays et la sécurité ». Ces orientations n'excluent pas une certaine continuité avec l'action des gouvernements de la IVe République, notamment en matière européenne et nucléaire. Mais le déploiement d'une nouvelle politique étrangère ambitieuse suppose de lever l'hypothèque coloniale et surtout de régler le conflit algérien qui va encore être au centre de l'agenda jusqu'en 1962,.

### Souveraineté et grandeur de la France adossées à la dissuasion nucléaire
De Gaulle hérite d'un programme nucléaire déjà avancé, grâce aux décisions prises depuis fin 1954. Il met très vite fin aux projets de coopération nucléaire avec l'Allemagne et l'Italie. En juillet 1958, il confirme la décision de procéder à un premier essai nucléaire au début de 1960. Les tergiversations relatives à l'aide que les États-Unis pourraient apporter au programme nucléaire français convainquent définitivement de Gaulle que la France doit être autonome en la matière, même si les coûts et les délais s'en trouvent accrus. Bien que la force de frappe française ne devienne opérationnelle qu'en 1964, la politique menée par de Gaulle à partir de 1958 anticipe sur le fait que la France soit une puissance atomique.

### La fin de l'hypothèque coloniale
Pour un article plus général, voir De 1945 à nos jours : la décolonisation.
La guerre d'Algérie hypothèque encore pendant plus de trois ans la capacité de la France à consacrer tous ses moyens à la politique étrangère ambitieuse que de Gaulle veut mener. Les accords d'Évian scellent l'indépendance de l'Algérie que la France reconnaît officiellement le 3 juillet 1962. Les promesses de coopération franco-algérienne font long-feu. Toutefois, la France procède encore à des essais nucléaires dans le Sahara jusqu'en 1966.
Dans le même temps, la France finit la décolonisation qui touche son empire depuis la fin de la Seconde Guerre mondiale. Afin de garder une influence sur les territoires dont elle s'est officiellement retirée, elle établit des relations particulières avec ses anciennes colonies via l'aide au développement, la structuration de la francophonie, la signature d'accords bilatéraux de défense et des réseaux d'influence proches du pouvoir en France et dans les pays africains. Toutefois, sur le plan institutionnel, la Communauté française inscrite dans la Constitution de la Cinquième République pour remplacer l'Union française, devient de facto caduque dès 1960.
L'année 1962 est également décisive en ce que le succès du référendum sur l'élection du président de la République au suffrage universel le 28 octobre 1962 combinée au large soutien intérieur et extérieur dont il jouit pour avoir mis fin au drame algérien et poursuivi l'enrichissement du pays alors porté par l'élan des « Trente Glorieuses » lui donnent de grandes marges d'affirmation de la grandeur retrouvée de la France sur la scène internationale.

### Lien transatlantique mis à l'épreuve
L'indépendance est au cœur de la politique atlantique de la France qui refuse d'être comme le Royaume-Uni cantonné dans un rôle de brillant second des États-Unis et qui exclut toute idée de partage de la force de dissuasion nucléaire française en voie de constitution, garante ultime de l'existence même du pays. Pour autant, la France demeure membre du camp occidental au sein duquel elle veut pouvoir peser davantage sur les décisions prises. Dans cet objectif, de Gaulle adresse le 17 septembre 1958 un memorandum à Eisenhower et Macmillan dans lequel il demande que soit établi un système de concertation politico-militaire entre les trois puissances occidentales pour la gestion des crises à l'échelle mondiale, auquel il n'obtient pas de réponse positive. Mais la seconde crise de Berlin initiée par Khrouchtchev en 1958 montre que la France est solidaire de ses alliés occidentaux et de la RFA. Il en est de même lors de la crise des missiles de Cuba en 1962.
Prenant acte de l'impossibilité d'instaurer une véritable gouvernance stratégique tripartite, la France remet en cause progressivement à partir de 1959 sa participation à l'organisation militaire intégrée de l'Alliance atlantique. De Gaulle constate que l'hégémonie américaine demeure totale au sein de l'OTAN, y compris sur la question ultra-sensible des armes nucléaires sur lesquelles les Américains gardent un contrôle total malgré la mise en place d'organes de concertation. Le 7 mars 1966, de Gaulle informe le président américain, Lyndon B. Johnson, du retrait de la France du commandement intégré de l'OTAN,.

### Rapprochement franco-allemand
Les craintes que le retour du général de Gaulle au pouvoir suscite sur le devenir du rapprochement franco-allemand amorcé depuis 1950, sont rapidement dissipées par une première rencontre avec Adenauer à Colombey le 17 septembre 1958. Entre 1958 et 1963, les deux dirigeants se rencontrent à quinze reprises. Ce n'est toutefois qu'après que de Gaulle abandonne sa stratégie tripartite avec les Anglo-Saxons que les relations vont s'approfondir. La rencontre de juillet 1960 entre de Gaulle et Adenauer est le point de départ d'une nouvelle politique européenne qui, sur fond de montée en puissance de l'Europe des Six, privilégie les relations avec la RFA,.
L'entente franco-allemande repose sur de fortes convergences relatives à l'adoption d'une politique de fermeté à l'égard de l'URSS dans le contexte de la crise qui aboutit à la construction du mur de Berlin en août 1961, et à la poursuite de la construction européenne couplée avec l'instauration de la politique agricole commune. Toutefois les vues sont davantage divergentes sur l'union politique européenne et surtout sur le rôle des États-Unis dans la défense de l'Europe.
Le traité de l'Élysée du 22 janvier 1963 scelle l'accord franco-allemand en instituant des rencontres politiques régulières et en instaurant une coopération en matière de politique extérieure, de défense, de culture et d'éducation. Mais sa ratification par le Bundestag est assortie d'un préambule qui met en avant les relations de l'Allemagne avec les États-Unis et l'intégration militaire au sein de l'OTAN ainsi que le souhait que le Royaume-Uni rejoigne la CEE. Ce préambule irrite profondément de Gaulle car il est au contraire aux objectifs de sa politique européenne,.

### Poursuite du projet européen, de crises en avancées
Le traité instituant la Communauté économique européenne est entré en vigueur le 1er janvier 1958. Malgré l'opposition de certains gaullistes dont Michel Debré, de Gaulle confirme au chancelier Adenauer en septembre 1958 que la France honorera ses engagements européens. Grâce au plan Pinay-Rueff d’assainissement économique et financier, la France applique les premières mesures prévues par ce traité dans le cadre de l’union douanière dès le 1er janvier 1959.

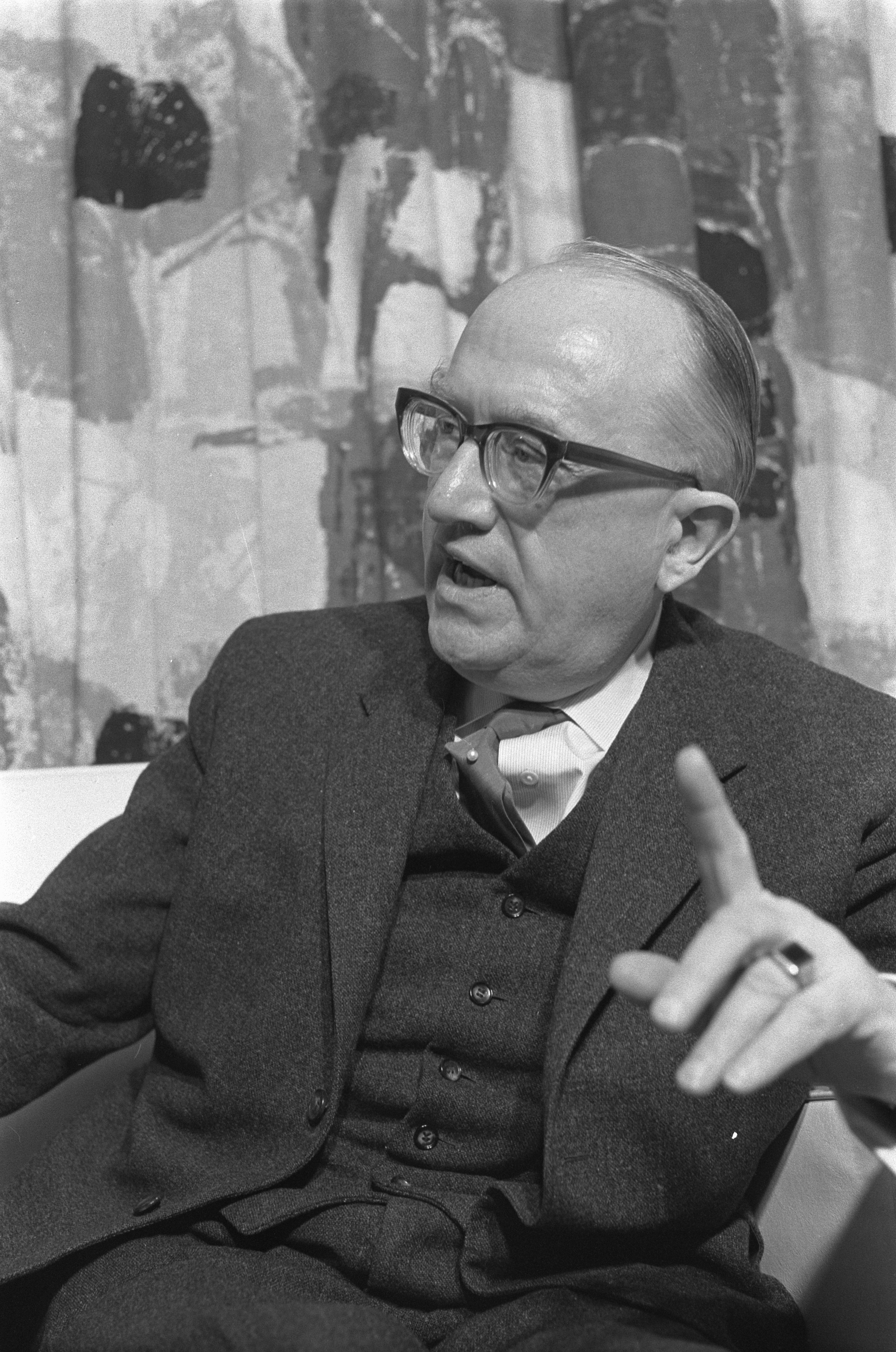
Walter Hallstein en 1963, pdt. de la Commission de 1958 à 1963, peu favorable à l'entrée du Roy.-Uni dans la CEE, tenant de l'approche communautaire et en désaccord avec la vision d'union politique soutenue par de Gaulle.

De Gaulle ne croit pas en une Communauté européenne supranationale. En revanche, comme il veut renforcer l'Europe afin d'en l'idéal de l'affranchir de la politique des blocs de l'Ouest et de l'Est, son dessein est de construire une « Europe des États » légitimée par des référendums populaires, fonctionnant à partir d'un « concert régulier organisé des gouvernements ». C'est dans ce cadre intergouvernemental que se prendraient les grandes orientations politiques, économiques et de défense. Les instances communautaires existantes lui seraient subordonnées.
De Gaulle s’entretient fin 1960 avec l’ensemble de ses partenaires européens de la question de l’organisation politique de l’Europe. Ces consultations débouchent en février 1961 sur la création par les Six d’une commission d’études. Un projet de traité établissant une Union d'États, dit plan Fouchet, est présenté par la France en juillet 1961. Réunis à Luxembourg le 17 avril 1962, les ministres des Affaires étrangères de la CEE constatent leur désaccord sur le modèle d'union politique, la Belgique et les Pays-Bas ne voulant pas s'écarter de la logique communautaire dans la construction européenne et désirant préserver la prééminence de l'Alliance atlantique dans la défense de l'Europe,.
Dans le même temps, la question de l'adhésion britannique au Marché commun, à la suite d'un revirement historique, est à partir de l'été 1961 un autre sujet de discorde entre les Six. Les négociations mettent en évidence les obstacles liés aux relations du Royaume-Uni avec le Commonwealth, notamment au regard de la politique agricole commune à laquelle Paris est très attaché. De plus, les accords de Nassau conclus en décembre 1962 entre Kennedy et Macmillan illustrent aux yeux des Français la dépendance stratégique du Royaume-Uni vis-à-vis des États-Unis, contraire à l'idée d'indépendance de la France et de l'Europe à l'égard des blocs. De Gaulle veut une « Europe européenne », pas une « Europe atlantique ». Finalement, lors de sa conférence de presse du 14 janvier 1963, il s'oppose à l'entrée des Britanniques dans la CEE, provoquant de nombreuses réactions négatives en France et en Europe,.
La CEE va ensuite être confrontée en 1965 à la « crise de la chaise vide », la plus grave depuis sa fondation. Le point de départ en est le financement de la Politique agricole commune (PAC) pour lequel la Commission Hallstein propose le développement des ressources propres des Communautés et l'octroi de pouvoirs budgétaires supplémentaires au Parlement européen et à la Commission. Dans le même temps, le passage prévu le 1er janvier 1966 à la troisième étape de l'établissement du Marché commun doit s'accompagner de l'application du vote majoritaire au Conseil des ministres. De Gaulle s'oppose à ce renforcement du caractère supranational de la CEE contraire à sa vision d'une Europe des États. Le 6 juillet 1965, le gouvernement français rappelle à Paris son représentant permanent à Bruxelles et fait connaître l'intention de la France de ne plus siéger au Conseil des ministres jusqu'à ce qu'elle obtienne gain de cause,. Après six mois de blocage, les négociations menées à Luxembourg en janvier 1966 aboutissent à un compromis qui stipule au sujet de la procédure de vote que, lorsque des intérêts très importants d’un État membre sont en jeu, les membres du Conseil s’efforceront d’arriver à des solutions qui pourront être adoptées par tous les membres du Conseil dans le respect de leurs intérêts mutuels et de ceux de la Communauté.
En 1967, le Royaume-Uni présente une deuxième fois sa candidature à l'adhésion aux Communautés européennes, en même temps que le Danemark, l'Irlande et la Norvège. De Gaulle s'y oppose à nouveau en novembre 1967, toujours pour des raisons économiques mais surtout en raison des divergences de vues profondes entre le Royaume-Uni et la France concernant les relations avec les États-Unis et la défense de l'Europe et des craintes françaises d'une perte de leadership dans les affaires européennes.

### Dépassement des blocs de l'Ouest et de l'Est
À partir de 1964-1965, la France réoriente nettement sa politique étrangère vers la recherche du dialogue Est-Ouest et vers le tiers-monde. Le pays a retrouvé sa liberté de manœuvre : la décolonisation est achevée et sa force de frappe nucléaire est opérationnelle. Cette réorientation est aussi la conséquence de l'échec des tentatives de remodelage de la relation transatlantique et de la Communauté européenne selon les vues françaises,.
La France intensifie ses relations avec les démocraties populaires du bloc de l'Est et l'URSS. De Gaulle a un dessein ambitieux : il veut créer les conditions de la détente, de l'entente et de la coopération ainsi qu'il l'expose lors d'une conférence de presse tenue le 4 février 1965. Son déplacement en URSS en juin 1966 s'inscrit dans cette perspective. De Gaulle situe cette ambition dans le temps long car à court terme il ne s'agit pas d'inscrire la France dans une politique de neutralité. La France demeure dans la famille occidentale et soutient pleinement l'Allemagne de l'Ouest. Dans le même temps, de Gaulle continue de dénoncer la politique des États-Unis, notamment en Asie du Sud-Est à l'occasion de son discours de Phnom Penh. La reconnaissance de la Chine Populaire en 1964, qui ne fait que prendre acte des réalités géopolitiques, est interprétée à Washington comme un nouveau défi.

### Premiers jalons d'une politique arabe
La guerre des Six Jours en 1967 crée l'occasion d'une réorientation de la politique française au Moyen-Orient. En 1959, la rupture était totale entre le monde arabe et la France qui n'est présente au Moyen-orient qu'en Israël et au Liban. Bien que la France interrompe en 1961 l'aide apportée au programme nucléaire israélien, elle demeure son principal fournisseur d'armements et développe ses relations commerciales avec l'État hébreu. Ben Gourion et de Gaulle établissent de forts liens personnels. La fin de la guerre d'Algérie permet de rétablir les liens diplomatiques avec tous les pays de la région en 1963 et d'amorcer un rééquilibrage de la politique française. En 1967, face à la crise qui s'installe entre Israël et ses trois voisins arabes, la France fait savoir qu'elle condamnerait celui qui prendrait l'initiative de la guerre et tente sans succès que les Quatre puissances se concertent pour dénouer cette crise. La France interrompt ses livraisons d'armes à Israël qui obtient sans peine que les États-Unis prennent le relai. La victoire spectaculaire d'Israël se traduit par l'annexion de territoires et un nouvel exode de populations palestiniennes qui rendent pour longtemps impossible un règlement du conflit israélo-palestinien et inscrivent le conflit entre Israël et ses voisins arabes dans la logique de l'affrontement des blocs ce que de Gaulle cherchait à éviter,. De Gaulle fera l'éloge de l'ancien projet de royaume arabe en Algérie de Napoléon III dans une confidence à Alain Peyrefitte, le 10 décembre 1960, rapportée par le député Jean de Broglie. Selon lui ce projet aurait par ricochet augmenté l'« influence prépondérante en Egypte, au Levant, dans tout le Proche-Orient ».

## Pompidou et Giscard d'Estaing: gestion de l'héritage gaulliste (1969-1981)

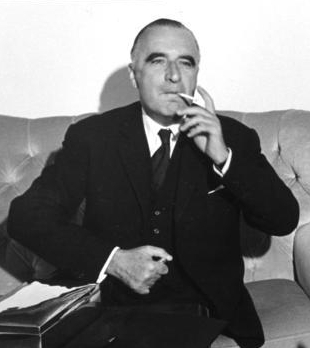
Georges Pompidou, président de 1969 à 1974.

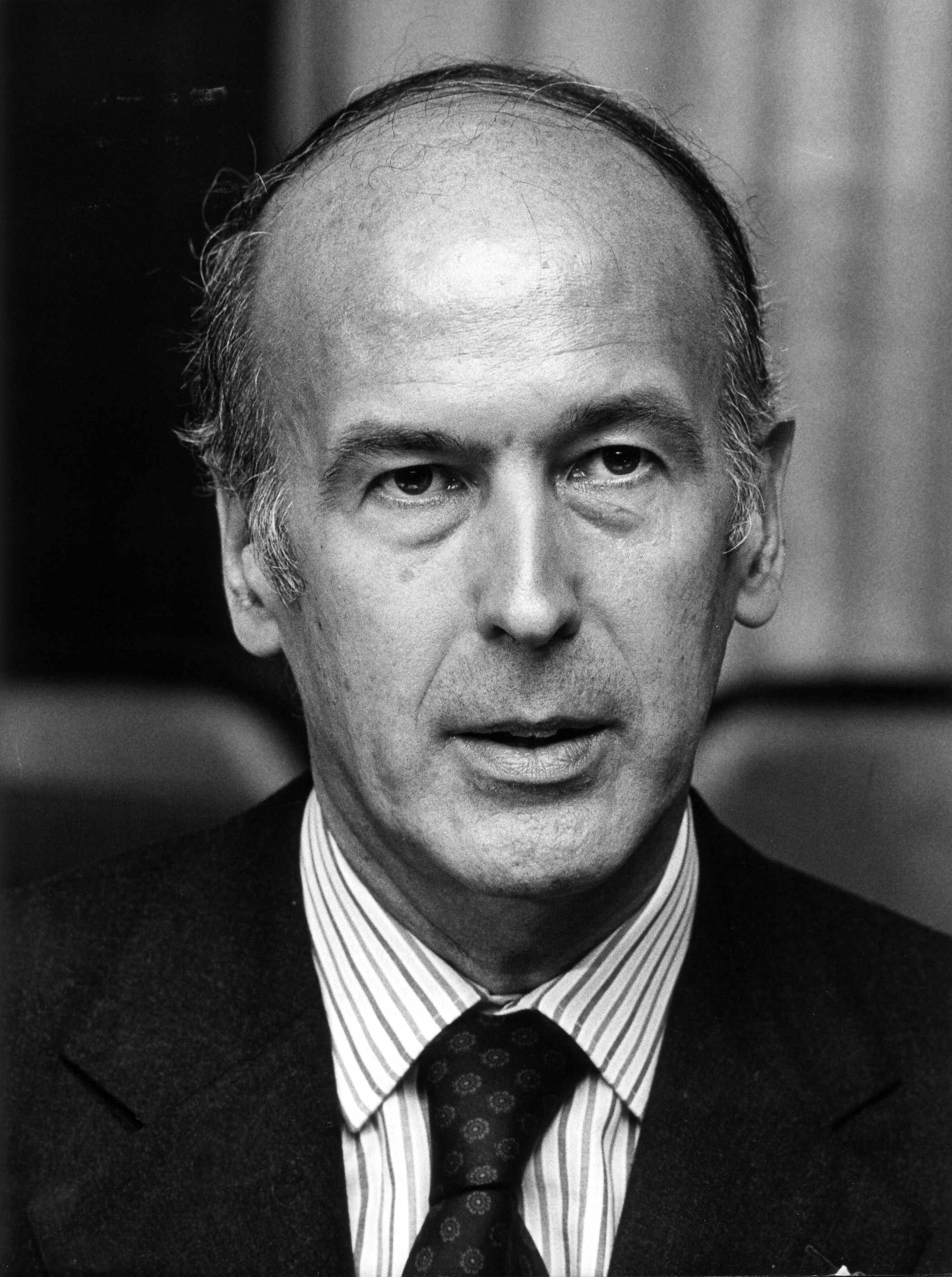
Valéry Giscard d'Estaing, président de 1974 à 1981

De Gaulle quitte la scène politique le 28 avril 1969 à la suite de l'échec d'un référendum sur la régionalisation et les institutions. Ses successeurs, Georges Pompidou puis Valéry Giscard d'Estaing vont mener une politique étrangère où la continuité l'emporte sur le changement, même si le style laisse davantage de place à la négociation,.
Le premier choc pétrolier en 1973, la crise du dollar et le démantèlement du système de Bretton Woods entre 1971 et 1973, les crises du franc et du serpent monétaire européen, la fin des années de croissance facile, les hauts et les bas des relations avec l'URSS sont durant les années 1970 sources de tensions au sein du monde occidental. Pour autant, les deux piliers du multilatéralisme occidental, les Communautés européennes et l'Alliance atlantique, se sont renforcés et le dialogue Est-Ouest ne s'est jamais interrompu.

### Indépendance nationale et dissuasion nucléaire
Pompidou comme Giscard d'Estaing sont attachés à l'indépendance nationale et ont pour la France l'ambition qu'elle demeure une « moyenne puissance » de rayonnement mondial et dont la sécurité nationale et la protection de ses intérêts vitaux sont en dernier recours assurées par sa force de dissuasion nucléaire. Les programmes d'armes et de vecteurs nucléaires sont menés à bien. En 1974, toutes les composantes de la force de dissuasion sont opérationnelles. La France considère que la force nucléaire française contribue à la sécurité de l'Europe.
Malgré le refus de la France de signer le traité sur la non-prolifération des armes nucléaires, le nucléaire n'est plus au début des années 1970 un sujet de discorde avec les États-Unis. À leur initiative et dans le plus grand secret, se met en place en mai 1971 une coopération, limitée à certains domaines précis mais sans contrepartie qui contribue au développement des capacités nucléaires de la France.

### Relance du projet européen
La relance du projet européen est l'inflexion la plus marquée de la politique étrangère française durant les années 1970. Pompidou estime que la France ne gagne rien à persister dans une attitude négative sur les grands dossiers européens. Dans la perspective du sommet des Six à La Haye des 1er et 2 décembre 1969, il lève l'opposition de principe à l'entrée du Royaume-Uni dans la CEE, et il fait du triptyque « achèvement, approfondissement et élargissement » le fer de lance de sa nouvelle politique européenne. Le sommet de La Haye ouvre la voie à la création d'une union économique et monétaire ainsi que d'une union politique, dont la mise en œuvre requerra encore des années de négociation,. Ce sommet aboutit concrètement à un accord de principe sur le règlement financier de la CEE et sur l'adhésion du Royaume-Uni et des autres pays membres de l'AELE qui le souhaiteraient. Le traité d'adhésion du Danemark, de l'Irlande, de la Norvège et du Royaume-Uni est signé le 22 janvier 1972,.
Fruit du sommet de la Haye, le rapport Werner préconise l'établissement de l'Union économique et monétaire (UEM) en trois phases sur une période de dix ans à compter du 1er janvier 1971, sur la base duquel un compromis est trouvé entre les Six. Mais le choc pétrolier de 1973 et les crises financières des deux côtés de l'Atlantique conduisent à stopper l'UEM. Européen convaincu, Giscard d'Estaing établit avec le Chancelier Helmut Schmidt, au pouvoir comme lui depuis mai 1974, une relation étroite sur la base de laquelle le couple franco-allemand prend l'initiative de relancer l'UEM en 1978. Le système monétaire européen (SME) et l'Unité de compte européenne (ECU) voient le jour en 1979.
Autre fruit du sommet de La Haye, le rapport Davignon, adopté en octobre 1970, pose les bases d'une coopération politique européenne (CPE) informelle. Pompidou demeure hostile à toute dérive supranationale, aussi la CPE n'est pas intégrée aux institutions communautaires et demeure strictement intergouvernementale sous la forme de coopérations à tous les niveaux entre les ministères des Affaires étrangères. Elle permet toutefois d'affirmer des positions collectives des États membres de la CEE sur la scène internationale. La création du Conseil européen lors du sommet de Paris en décembre 1974, à l'initiative de Giscard d'Estaing, donne un nouvel élan à la CPE et plus généralement à la construction européenne.
Mais les deux débats de fond historiques concernant l'union politique, l'un étant l'articulation entre l'identité européenne et la relation transatlantique, et l'autre étant le dosage entre le modèle intergouvernemental et le modèle communautaire (ou supranational) dans les prochaines étapes de la construction européenne, ne font toujours pas consensus et continuent de faire obstacle à toute autre avancée spectaculaire.

### Résilience du lien transatlantique et détente

#### Hauts et bas des relations entre les États-Unis et la France
Sans renoncer aux fondements de la politique étrangère française, Pompidou comme Giscard d'Estaing s'efforcent d'entretenir des relations apaisées avec les États-Unis. C'est particulièrement le cas de 1969 à 1972 entre Pompidou et Richard Nixon. C'est de nouveau le cas entre Giscard d'Estaing et Gerald Ford de 1974 à 1976. Dans les deux cas, les relations se dégradent durant la deuxième moitié de leur présidence.
La France souhaite que l'Europe affirme son identité mais refuse qu'elle soit « dictée » par les États-Unis. C'est pourquoi l'initiative de Kissinger de faire de 1973 « l'année de l'Europe » et d'établir une nouvelle charte des relations transatlantiques est perçue négativement à Paris. Les Neuf affirment leur identité lors du sommet de Copenhague en décembre 1973. Mais la solidarité européenne résiste mal à la pression américaine : Paris se retrouve isolé dans son refus de constituer un cartel de pays consommateurs de pétrole lors de la conférence de Washington sur l'énergie en février 1974,.
Sous une forme plus modérée que de Gaulle, Pompidou défend la liberté de décision et l'autonomie de destin de la France. Durant l'été 1973, il cite Giraudoux devant ses ministres : « la destinée de la France est d'être l'embêteuse du monde ; elle a été créée pour déjouer dans le monde le complot des rôles établis, des systèmes éternels ».
Le sommet de la Martinique en décembre 1974 permet d'apurer les contentieux des mois précédents sur l'énergie et surtout sur les questions de défense. Les États-Unis reconnaissent l'apport de la France à la sécurité en Europe et poursuivent leur coopération nucléaire secrète. Dans le même temps, en 1974 et 1975, les accords de coordination des forces armées conventionnelles entre la France et l'OTAN sont élargis.
La France est plongée dans la crise économique et financière par le premier choc pétrolier et l'abandon de la parité fixe et de l'étalon-or du dollar qui rendent caducs les accords de Bretton Woods. Pour mettre fin aux crispations transatlantiques en résultant, Giscard d'Estaing accepte fin 1975 l'institutionnalisation du système des changes flottants, dont le détail sera réglé par les accords de la Jamaïque, mais obtient en contrepartie que soit instaurée une concertation régulière entre les plus grandes puissances occidentales, dont la première réunion de ce qui sera appelé le G7 se tient à Rambouillet en novembre 1975.

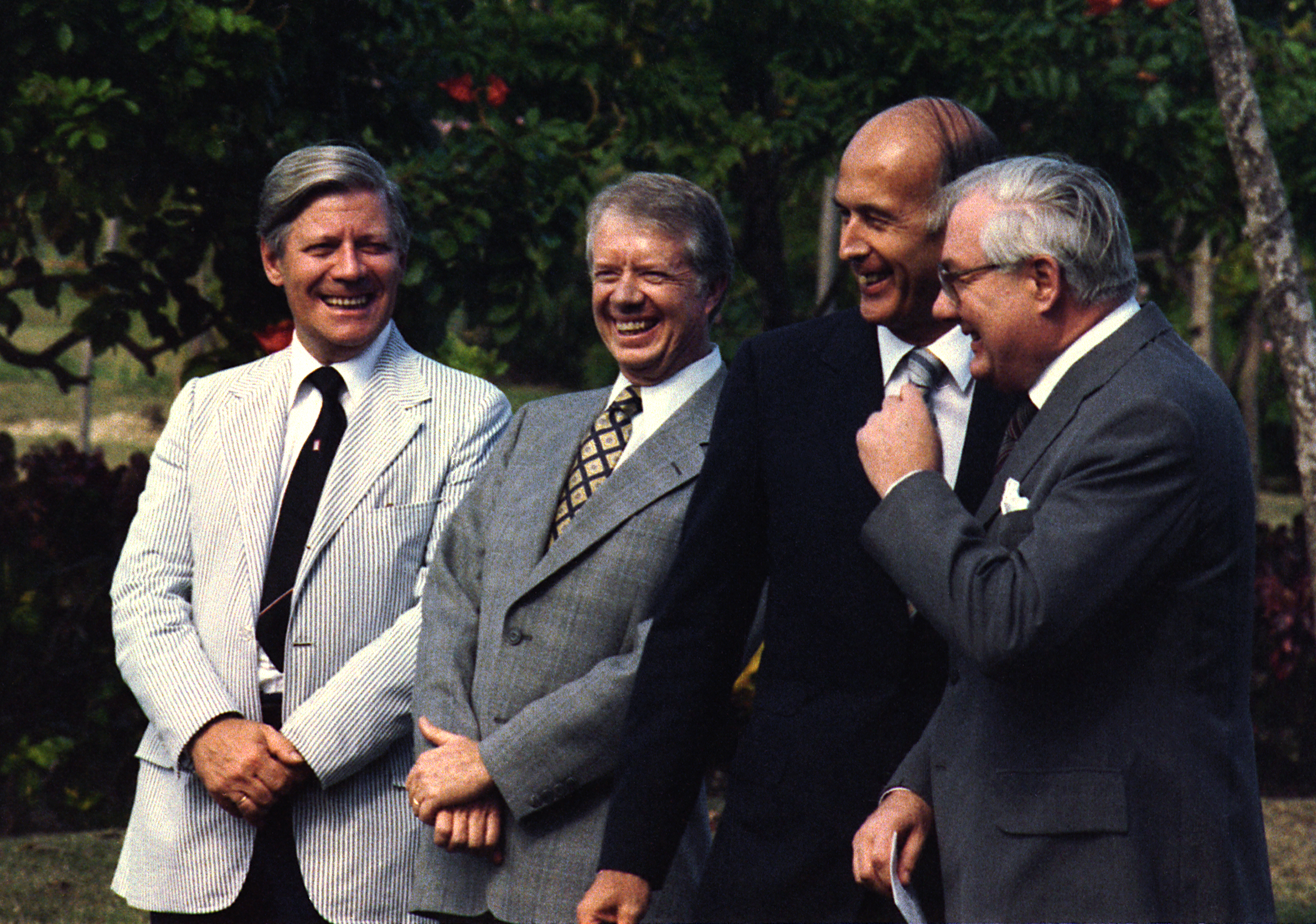
Helmut Schmidt, Jimmy Carter, Valéry Giscard d’Estaing et James Callaghan en Guadeloupe.

Les initiatives et hésitations de l'administration Carter, en place depuis janvier 1977, inquiètent la France mais aussi l'Allemagne. L'activisme dans le domaine des droits de l'homme, la renégociation des accords nucléaires Salt II, les revirements sur la bombe à neutrons, l'absence de prise en compte du déploiement des missiles SS-20 à l'origine de la crise des euromissiles nuisent à la crédibilité américaine aux yeux des Européens. Voulant toujours préserver son indépendance nucléaire, la France ne participe à aucune instance nucléaire de l'OTAN, mais elle ne peut pas rester à l'écart de ces sujets qui affectent sa sécurité. La solution trouvée, qui illustre une fois de plus la résilience du lien euro-atlantique, est la tenue d'une conférence informelle en Guadeloupe entre les quatre grandes puissances en janvier 1979, qui aboutit notamment à une position commune sur la crise des euromissiles,.

#### De la détente au retour de la guerre froide
Pour un article plus général, voir Détente (guerre froide).
Les années 1969 à 1975 sont celles de la détente en Europe et entre les deux Grands. Dans ce contexte favorable, les échanges franco-soviétiques se développent à la faveur de la bonne entente qui règne entre Pompidou et Léonid Brejnev,,. Malgré un retour progressif de la guerre froide après 1975, Giscard d'Estaing établit à son tour une relation étroite avec le leader soviétique car il est convaincu que les échanges économiques peuvent permettre de dépasser l'antagonisme politique et idéologique entre l'Est et l'Ouest. La France pour autant demeure membre du camp occidental et refuse de signer un « traité d'amitié » avec les Soviétiques dont l'invasion de la Tchécoslovaquie en 1968 et sa théorisation — la doctrine Brejnev — montrent les limites strictes que Moscou compte imposer à l'ouverture à l'Ouest de l'URSS et de ses pays satellites d'Europe de l'Est.
L'Ostpolitik menée par la RFA lui assure le premier rôle en Europe dans la détente avec Moscou. Vigilants sur l'ancrage occidental de la RFA, Américains et Français s'assurent du respect de leurs prérogatives sur l'Allemagne, issues de Potsdam, lors de la négociation de l'accord quadripartite sur le statut de Berlin en 1971. Malgré une certaine prudence vis-à-vis de l'Ostpolitik que Brandt mène en associant peu ses alliés, Pompidou l'estime profitable pour la stabilité en Europe et en tire les conséquences en établissant des relations diplomatiques avec la RDA le 9 février 1973.
Le monde occidental demeure solidaire lorsque l'URSS envahit l'Afghanistan en 1979. La France participe alors à de nombreuses concertations avec ses alliés dans le cadre de l'Alliance atlantique, de la CPE ou de réunions spécifiques,. La déclaration commune franco-allemande du 5 février 1980 condamne avec force l'invasion soviétique tout en appelant à la préservation de la détente en Europe, qui demeure pour Giscard d'Estaing une des orientations fondamentales de la politique extérieure de la France,.

#### Rejet de l'ordre des blocs et CSCE
La France demeure aussi fidèle à sa politique de rejet de l'ordre des Blocs de l'Est et de l'Ouest et s'oppose donc à toute initiative de nature à consacrer le statu quo en Europe. Aussi refuse-t-elle de participer aux négociations sur la réduction équilibrée des forces armées de l'OTAN et du Pacte de Varsovie en Europe (MBFR) qui s'ouvrent en 1973.

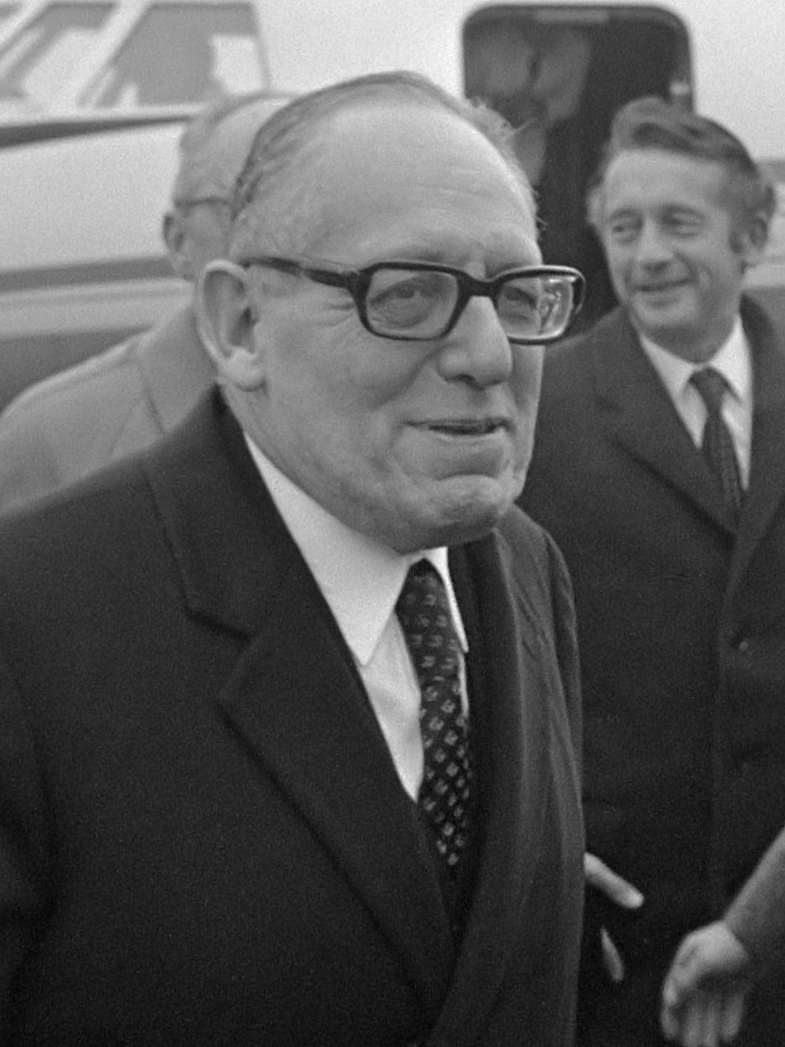
Maurice Schumann, ardent promoteur de la détente et de la CSCE.

En revanche, elle se rallie dès 1969 à la proposition soviétique d'une Conférence sur la sécurité et la coopération en Europe qui va être au centre des relations Est-Ouest jusqu'à sa tenue en 1975 à Helsinki,. La CSCE devient donc la pierre angulaire de la politique européenne et atlantique française. Pour l'Élysée, cette conférence doit servir la volonté de la France de demeurer une puissance qui compte sur l’échiquier européen et mondial, en étant le moyen d'éviter que le sort de l'Europe ne se décide à Washington et Moscou, le vecteur central du dialogue franco-soviétique, un instrument de canalisation de l’Ostpolitik et un terrain d’expérimentation pour la CPE. La France est en 1970 et 1971 l'un des promoteurs les plus actifs de la CSCE, tout en posant plusieurs préalables à la tenue de pourparlers multilatéraux préparatoires (PMP) à sa tenue, au premier rang desquels l'aboutissement positif des négociations en cours concernant Berlin et les relations entre la RDA et la RFA. Comme Brandt, Pompidou croit à la convergence progressive des systèmes communiste et capitaliste. Pour y parvenir, la conférence ne doit pas porter exclusivement sur les questions de sécurité comme les Soviétiques l'avaient conçu (CSE), mais permettre un vrai développement des échanges de toute nature, de part et d’autre du rideau de fer, et des contacts entre les hommes. Maurice Schumann, ministre des Affaires étrangères de 1969 à 1973, et Jacques Andréani sont largement à l'origine de l'ajout du « C » pour coopération dans le nom de baptême définitif de cette conférence (CSCE).

### Politique au Proche-Orient tournée vers le monde arabe
Bien que la France soutienne l'existence de l'État d'Israël, son action diplomatique en faveur d'une solution d'ensemble du conflit israélo-arabe fondée sur la résolution 242 du Conseil de sécurité et le retour aux frontières d'avant 1967 met à rude épreuve les relations entre les deux pays. Durant la présidence de Giscard d'Estaing, la France est aussi l'un des premiers et plus ardents défenseurs de la cause palestinienne. Pour Paris, les accords de Camp David entre l'Égypte et Israël laissent entier le problème palestinien au sujet duquel Giscard d'Estaing évoque dès 1974 l'idée de « patrie » palestinienne,.
Pompidou puis Giscard d'Estaing développent une véritable « politique arabe ».Cette politique est aussi rendue possible par l'importance des liens culturels et humains qui existent entre le monde arabe et la France. Bénéficiant de la posture adoptée par de Gaulle lors de la guerre des Six Jours, la France développe ses positions dans plusieurs pays arabes parmi lesquels notamment l'Irak, la Libye, les États du Golfe, l'Arabie saoudite et l'Iran. Il s'agit pour la France de gérer ses intérêts pétroliers et économiques tout en se présentant comme une alternative à l'alignement et donc à la dépendance — thème constant du gaullisme — vis-à-vis de l'un des deux Grands. Le Moyen-Orient devient un débouché important de l'industrie française de l'armement. Avec l'Irak, la coopération technologique s'étend au domaine nucléaire et aboutit à la livraison du réacteur Osirak. Les considérations relatives au droit de l'homme passent au second plan dans une région où les régimes démocratiques sont absents,.

### Relations privilégiées avec les anciennes colonies en Afrique
Pompidou poursuit la politique africaine de son prédécesseur et conserve auprès de lui Jacques Foccart, homme-orchestre de toutes les tractations et gardien vigilant des intérêts français dans le pré carré africain. L'objectif premier de la France demeure de conserver une influence prépondérante au service de son rang dans le monde. Ce néocolonialisme, souvent baptisé « françafrique », s’appuie sur un système très structuré : les accords monétaires de la zone franc, une politique de coopération efficace avec le Fonds d'aide et de coopération (FAC) et la Caisse centrale de coopération économique (CCCE), des accords de défense et une forte implantation économique et commerciale,. En échange de son aide au développement et de sa protection militaire, Paris attend l'allégeance diplomatique et le maintien de la position dominante des entreprises françaises en Afrique francophone. Pompidou enrichit cette politique d'un volet portant sur le développement de la francophonie. Il institue en 1966 dans ce but le Haut comité pour la défense et l'expansion de la langue française. Giscard d'Estaing institutionnalise les sommets France-Afrique à un rythme annuel à partir de 1975. Ces sommets donnent une image politique davantage égalitaire des rapports entre la France et l'Afrique francophone dont les dimensions culturelles et économiques continuent d'être développées. La France favorise l'accroissement de l'aide économique de la CEE à l'Afrique avec la signature de la première convention de Lomé en 1975.
Durant les présidences précédentes, la France emploie sa force militaire de façon discrète en vertu des accords de défense pour protéger les autorités en place. À partir de 1977, les interventions militaires deviennent plus spectaculaires et prennent une ampleur inégalée. Au Zaïre, lors de la deuxième guerre du Shaba en 1978, la France intervient pour reprendre le contrôle de Kolwezi sauvant 2 800 otages européens et rétablissant l'autorité de Mobutu dans cette province. En Afrique subsaharienne, la France intervient en Mauritanie (opération Lamantin de 1977-1978) contre le front Polisario et au Tchad (opération Tacaud de 1978-1980) contre les mouvements rebelles appuyés par la Libye, deux territoires vus comme des « marches de l'Empire », essentielles à la protection de la zone d'influence française en Afrique. Aux yeux de l'opinion publique, la France est devenue le « gendarme de l'Afrique ».
Ayant choisi de ne pas reconduire Foccart et de supprimer le secrétariat général pour les Affaires africaines et malgaches, Giscard d'Estaing est davantage que ses prédécesseurs en première ligne dans les relations avec l'Afrique. C'est le cas avec la République centrafricaine où il apporte son soutien à Bokassa avant de le faire renverser en 1979. Cet épisode des relations franco-africaines est à l'origine de l'affaire des diamants qui empoisonne la fin de son septennat,.

## Mitterrand: fin de la guerre froide et domination des États-Unis (1981-1995)

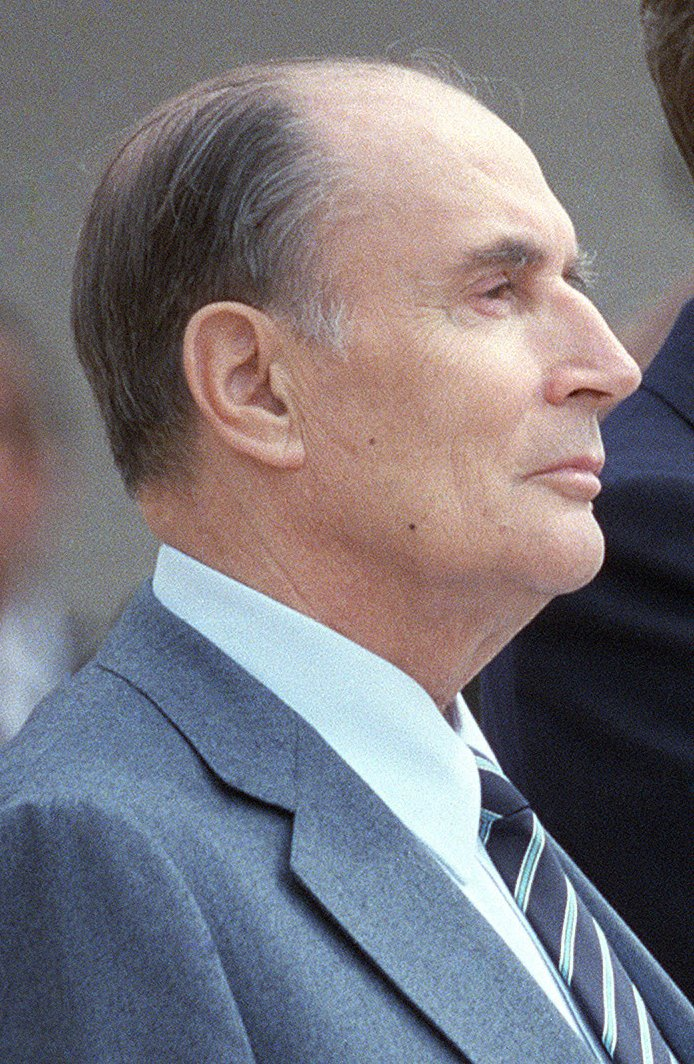
François Mitterrand en 1984.

Élu le 10 mai 1981, François Mitterrand fait sienne la prééminence présidentielle en matière de politique étrangère et de politique de défense durant ses deux septennats. Les deux périodes de cohabitation, de 1986 à 1988 avec Jacques Chirac et de 1993 à 1995 avec Edouard Balladur tous deux de la droite gaulliste, obligent à des compromis mais ne remettent pas vraiment en cause le rôle prédominant du président de la République. Les raisons en sont l'attachement des gaullistes à la constitution de la Cinquième république et à sa pratique par de Gaulle d'une part et d'autre part que Mitterrand reste fidèle aux fondamentaux de la politique étrangère adoptés par la France depuis 1958, eux-mêmes pour une part hérités de la Quatrième république : indépendance nationale appuyée sur la dissuasion nucléaire, politique étrangère globale active sur tous les continents, recherche de l'entente avec l'Allemagne et de la détente avec l'Union soviétique,.

### D'un monde bipolaire à un monde unipolaire

#### Fin de la guerre froide
Mitterrand accède à la présidence dans un climat de « nouvelle guerre froide » en Europe, résultant de la crise des euromissiles, de la crise en Pologne et de l'intervention soviétique en Afghanistan. Dans ce contexte, il affiche durant trois ans une grande fermeté face à l'URSS et rassure ainsi les pays occidentaux inquiets de la présence de ministres communistes dans le gouvernement Mauroy. Dès son arrivée à l'Élysée, Mitterrand réaffirme le soutien de la France à la « double décision » de l'OTAN dans la crise des euromissiles.

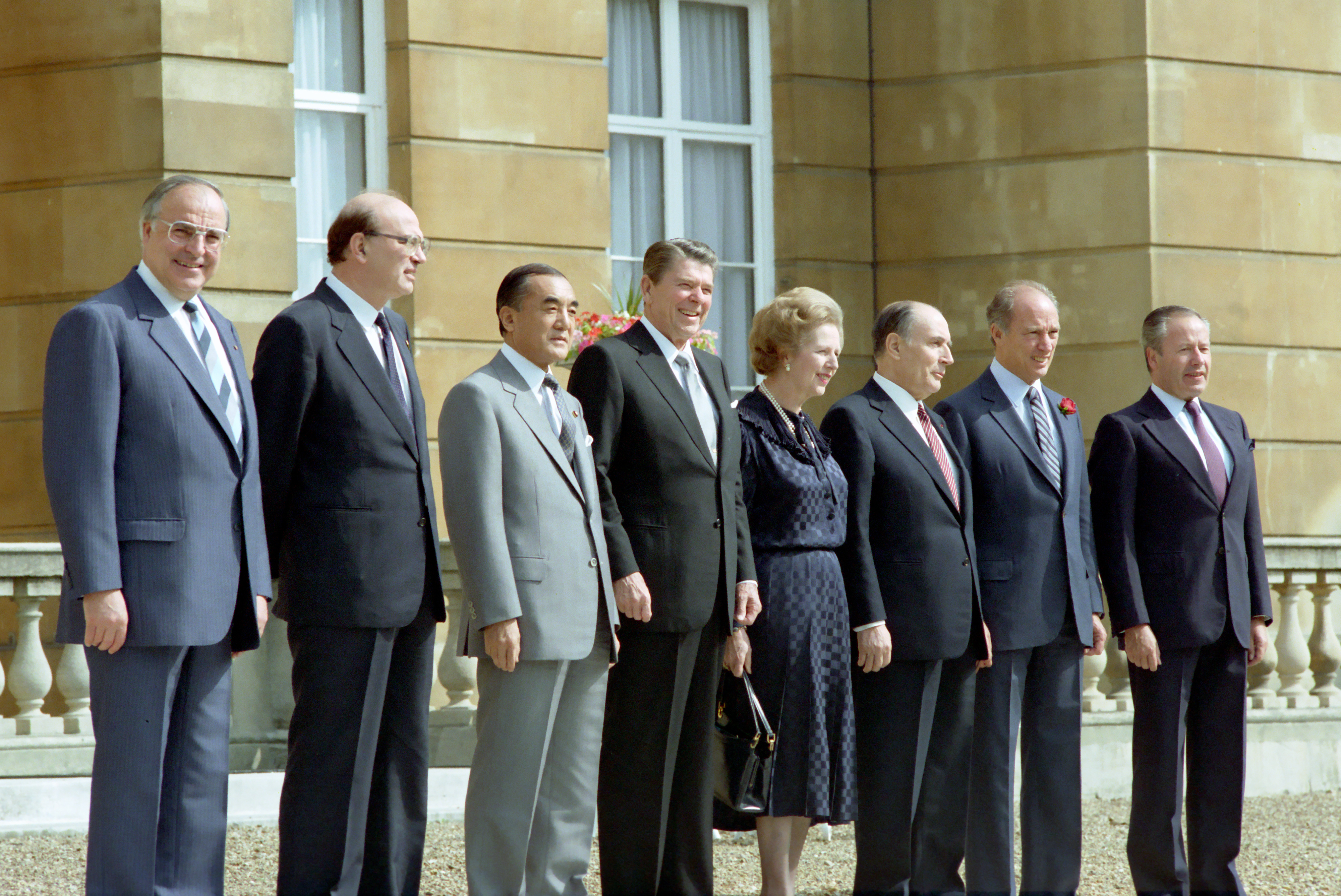
Sommet du G7 en 1984.

Les sommets réguliers avec les dirigeants soviétiques sont suspendus jusqu'en juin 1984 lorsque Mitterrand rencontre Tchernenko à Moscou dans une atmosphère encore bien « froide »,. En revanche, la visite en France de Gorbatchev en octobre 1985 confirme que les relations Est-Ouest s'engagent sur la voie d'une nouvelle détente. Les rencontres de Mitterrand avec Reagan puis avec Gorbatchev à quelques jours d'intervalle en juillet 1986 illustrent le désir de la France d'être un acteur de la détente Est-Ouest et de soutenir la volonté de réforme du leader soviétique en laquelle elle croit davantage que le leader américain,.
La dislocation de l'URSS fin 1991 signifie la fin du monde bipolaire qui a dominé les relations internationales depuis 1945 et son remplacement pour la dernière décennie du XXe siècle par un monde unipolaire très largement dominé par les États-Unis, seule superpuissance. Dans un tel contexte, la France n'a guère d'autre choix que de s'aligner sur la position américaine lors de la crise provoquée par l'invasion du Koweit par l'Irak, au risque de compromettre sa politique arabe. Après l'échec de ses quelques tentatives diplomatiques sur les chances desquelles Mitterrand ne se faisait guère d'illusions, la France participe à la coalition militaire qui mène la guerre du Golfe début 1991.

#### Difficile installation d'un nouvel ordre européen
À défaut de pouvoir mener une politique mondiale différenciée de celle des États-Unis, l'allié hégémonique, Mitterrand prend l'initiative fin 1989 d'une « confédération européenne » qui rassemblerait tous les pays européens, mais n'inclurait pas les Américains. Il reprend ainsi la vision d'une « grande Europe » de l'Atlantique à l'Oural naguère prônée par de Gaulle. Un temps proche mais concurrent du dessein de Gorbatchev de « maison commune européenne », le concept de confédération prend vie lors d'assises qui se tiennent à Prague en juin 1991. Mais elles seront sans lendemain du fait que les pays de l'Europe centrale et orientale (les PECO) comptent sur les États-Unis pour assurer leur sécurité d'une part et interprètent d'autre part la confédération comme un moyen de retarder indéfiniment leur entrée dans l'Union européenne dont ils ne mesurent pas toute la difficulté,,.
Dans son discours, véritable testament politique européen, prononcé le 17 janvier 1995, Mitterrand affirme : « Le nationalisme, c'est la guerre ! ». Ces propos se référent aux conflits qui émaillèrent le XXe siècle mais sont aussi en résonance avec les guerres civiles qui ravagent l'ex-Yougoslavie depuis 1991 et aboutissent à la naissance de six nouveaux États. Le maintien de l'unité yougoslave lui apparaissant rapidement irréaliste, Mitterrand veut que l'Europe des Douze — en passe de se doter d'une politique étrangère commune, la PESC — joue les premiers rôles dans le règlement de la crise, tout en maintenant une position de neutralité entre les protagonistes. C'est l'occasion pour la France d'essayer de démontrer que les puissances européennes peuvent résoudre les crises les concernant directement sans le secours des États-Unis. Les initiatives européennes, freinées par des divergences franco-allemandes, n'aboutissent pas. C'est dans le cadre de l'ONU, par le vote de la résolution 743 le 21 février 1992, que les Français et les Britanniques parviennent à mettre sur pied la FORPRONU, force d'interposition entre les belligérants qui n'empêche cependant pas la situation humanitaire de se dégrader de 1993 à 1995. L'action des forces françaises au sein de la FORPRONU fait l'objet de critiques sur son absence d'engagement pour maintenir la paix et la priorité donnée à la protection de ses hommes. L'état d'esprit neutraliste de Mitterrand évolue progressivement en raison des exactions serbes en Bosnie et dans le contexte de la cohabitation avec le gouvernement conduit par Balladur avec Juppé comme ministre des Affaires étrangères, qui est davantage enclin à vouloir s'engager militairement contre la Serbie. Mitterrand donne en 1994 son accord pour que des frappes aériennes soient réalisées par l'OTAN en soutien de l'action de la FORPRONU. Toutefois durant la campagne électorale présidentielle du printemps 1995, Chirac critique les « tergiversations de François Mitterrand dans les conflits yougoslaves »,.

### Sauvegarde de l'indépendance nucléaire et redéfinition de la politique de défense nationale

#### Dissuasion et prolifération nucléaires
Mitterrand s'en tient à la doctrine de la dissuasion nucléaire traditionnelle de la France et refuse de la faire évoluer vers une doctrine de riposte graduée du type de celle adoptée par les États-Unis dans laquelle l'emploi d'armes nucléaires dites « tactiques » est possible. Les missiles Pluton puis Hadès sont désormais qualifiés d'arme « préstratégique ». Surtout, Mitterrand réussit à tenir la force nucléaire française hors du champ des négociations entre Américains et Soviétiques portant sur les forces nucléaires intermédiaires en Europe qui aboutissent au traité FNI en 1987,. Ainsi, Paris refuse les propositions de désarmement nucléaire formulées par Gorbatchev en janvier 1986. La France demeure en cela fidèle à sa tradition de refus des blocs et de l'hégémonie des deux Grands sur les affaires du monde,.
Durant la présidence de Giscard d'Estaing, la France adopte progressivement une politique de respect de facto des dispositions du traité sur la non-prolifération des armes nucléaires auquel elle avait constamment refusé d'adhérer depuis 1968. Le devenir de l’arsenal nucléaire et des capacités scientifiques et industrielles en matière nucléaire dans l'ex-Union soviétique accroissent les craintes françaises d'une prolifération nucléaire incontrôlée. Mitterrand franchit le pas de la signature du TNP en 1992,.

#### Redéfinition de la politique de défense nationale
Le bouleversement géopolitique du début des années 1990 se traduit par la naissance d'une vingtaine d'États en Europe et l'émergence de nouvelles menaces (terrorisme, extrémismes religieux et nationalistes, trafics de drogue) et de nouveaux risques liés à la mondialisation des échanges et des flux d'information, selon le Livre blanc sur La Défense paru en juin 1994. Dans ce contexte, la France fait le choix d'édifier peu à peu une défense commune européenne avec la PESC, deuxième pilier du Traité sur l’Union Européenne, et la réactivation de l'UEO qui devient le cadre européen de coopération institutionnelle en matière de sécurité et de défense,. La France est partie prenante dans les évolutions des missions de l'Alliance atlantique et considère qu'elle continue de « constituer le lieu essentiel de la consultation entre Européens et Nord-Américains, pour les grandes questions affectant directement la sécurité des Etats membres ». Pour autant, la France ne revient pas sur la décision prise en 1966 par de Gaulle de retrait de l'organisation militaire intégrée.

### Des Communautés à l'Union européenne

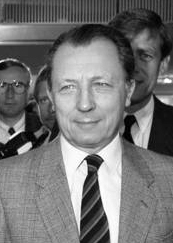
Jacques Delors en 1988, président de la Commission européenne de 1985 à 1995.

Le domaine où la politique étrangère menée par Mitterrand laisse son empreinte la plus profonde est certainement la construction européenne. Les avancées décisives des années 1984-1992 sont le fruit d'une conjonction particulièrement favorable : Mitterrand est profondément pro-européen, son entente avec Helmut Kohl permet au couple franco-allemand d'être moteur, et Jacques Delors — président de la Commission européenne pendant dix ans depuis début 1985 — possède la capacité d'initiative et le savoir-faire pour faire émerger les consensus entre les États membres. Le discours prononcé par Mitterrand au Bundestag le 20 janvier 1983 dans lequel il apporte son plein soutien à la position de Kohl au regard de la crise des euromissiles à quelques semaines des élections législatives fédérales en RFA, marque le début d'une longue amitié politique entre Kohl et Mitterrand et la relance du partenariat stratégique franco-allemand. Pour l'historienne Hélène Miard-Delacroix, « avec Jacques Delors à la Commission européenne, Helmut Kohl et François Mitterrand forment un trio qui œuvre inlassablement à la construction européenne ».
En décidant le « tournant de la rigueur » et le maintien du franc dans le SME en mars 1983, Mitterrand remet la France dans le jeu européen. Le deuxième préalable à la relance européenne est le règlement de la contribution britannique qui intervient au sommet des Dix à Fontainebleau en juin 1984. Dès lors, l'élargissement et l'approfondissement de l'Europe peuvent à nouveau avancer.
L'Espagne et le Portugal, libérés de leurs dictatures respectives, rejoignent les Communautés européennes le 1er janvier 1986. Parmi les États de l'AELE, certains choisissent d'approfondir les relations avec les Communautés européennes, mais d'autres entrent en négociations d'adhésion qui aboutissent à l'entrée de l'Autriche, de la Finlande et de la Suède dans l'Union le 1er janvier 1995.
La conférence intergouvernementale (CIG) sur la réforme des institutions européennes et le Livre blanc sur le marché intérieur élaboré par la Commission tracent la voie pour l'Acte unique européen (AUE) qui entre en vigueur le 1er juillet 1987.
La chute des régimes communistes en Europe de l'Est et la politique de dialogue avec l'Ouest menée par Gorbatchev créent l'opportunité d'un nouveau bond en avant de l'Europe des Douze. Conséquence inéluctable de ce bouleversement géopolitique, l'unification allemande que Kohl veut mener tambour battant doit pour Mitterrand s'accompagner d'un approfondissement de l'unification européenne pour éviter tout risque de retour à un paysage politique européen proche de celui des années 1930. Il ne s'agit pas d'entraver le processus de la réunification allemande, que la diplomatie française soutient depuis des décennies, mais de l'encadrer. Le Conseil européen des 8 et 9 décembre 1989 est décisif : les Douze soutiennent le principe de l'unité allemande et convoquent une CIG dans l'objectif d'achever l'Union économique et monétaire (UEM). En juin 1990, ils lancent une deuxième CIG consacrée celle-ci à l'union politique. Les négociations aboutissent à la signature le 7 février 1992 du traité de Maastricht fondateur de l'Union européenne.

### Politique arabe dans la tourmente
Mitterrand est sans doute le président de la Ve République à avoir le plus engagé la France au Moyen-Orient, où il a déployé tous les moyens civils et militaires de la puissance et de l’influence, mais la France aura finalement moins pesé qu'espéré sur le cours des évènements. Le Président nouvellement élu porte un jugement sévère sur la politique arabe passée, qu'il estime trop mercantile et déséquilibrée aux dépens d'Israël. Les conflits qui continuent d'enflammer le Moyen-Orient vont le forcer par réalisme à ne finalement guère s'écarter de la politique qui a cours au moment de son élection. Il se rend en Israël en mars 1982 pour manifester son soutien à l'État juif ; il multiplie les déclarations d'amitié mais en même temps, face à l'enlisement des accords de Camp David, il rappelle le droit des Palestiniens à disposer d'un État. Ces propos sont mal accueillis en Israël,. En juin 1982, Israël lance l’opération militaire Paix en Galilée dans le but d’éliminer l’OLP et de contraindre la Syrie à quitter le Liban en pleine guerre civile. La France condamne cette opération, se fait le défenseur des Palestiniens en participant très activement à l'évacuation de Yasser Arafat et ses 15 000 combattants de Beyrouth Ouest, et défend l'indépendance du Liban contre les visées syriennes. La France sauve à nouveau Arafat et la direction de l’OLP en les évacuant le 20 décembre 1983, de la ville de Tripoli assiégée par l’armée syrienne.
Par ailleurs, Mitterrand noue des relations directes avec le roi Khaled d'Arabie saoudite dès juin 1981 et avec les autres monarchies du Golfe persique qui demeurent une source indispensable de l'approvisionnement énergétique de la France. Ces monarchies voient en l'Irak de Saddam Hussein un rempart contre la menace que représente à leurs yeux le nouveau régime islamique en Iran. Ils encouragent donc la France à poursuivre son soutien militaire à Bagdad dans la guerre qui l'oppose à l'Iran depuis 1980 et jusqu'en 1988.
La politique française suscite l'hostilité de l'Iran, de la Syrie et de groupes islamiques. La France est frappée en 1983 par l'attentat du Drakkar contre ses militaires l'obligeant à quitter le Liban, puis en 1985 et 1986 par des attentats liés à sa politique au Moyen-Orient sur son sol même, et enfin par des prises d'otage au Liban. La fin du premier septennat et la cohabitation concomitante avec Chirac mettent en évidence les faibles marges de manœuvre et capacités d'action de la France dans la région. La France contribue à obtenir d'Arafat quelques concessions politiques en 1988 mais le processus de paix dans le conflit israélo-palestinien demeure bloqué par Washington et Tel Aviv,.
Durant le second septennat, Mitterrand continue d'encourager Arafat à faire des concessions. Celui-ci déclare le 2 mai 1989 en visite officielle à Paris que la charte de l'OLP est caduque, sans que les Israéliens n'acceptent pour autant d'entamer un processus de paix à la grande déception de la France. La guerre du Golfe et le soutien apporté à l'Irak par Arafat éloignent encore davantage la perspective que se noue un dialogue de paix. En juin 1992, la victoire des travaillistes amène Itzhak Rabin à la tête du gouvernement israélien. Mitterrand retourne en Israël en novembre 1992, dix ans après son premier voyage. Il renouvelle son plaidoyer en faveur d'un État palestinien. Les pourparlers israélo-palestiniens s'engagent sous l'égide de Washington puis sous les auspices de la Norvège, donnant naissance aux accords d'Oslo le 13 septembre 1993, sans que la France ne soit invitée à y participer officiellement,,.

### Pragmatisme et idéalisme en Afrique
La victoire de Mitterrand provoque l'inquiétude des chefs d'État africains. Le discours aux accents révolutionnaires qu'il prononce le 20 octobre 1981 dans le contexte de la conférence Nord-Sud de Cancún ne les rassure pas. Il en est de même de l'ambition de Jean-Pierre Cot, ministre chargé de la coopération et du développement, d'élargir l'aide de la France à tous les pays les moins avancés du Sud et donc de réduire la part réservée au « pré carré » africain. Mais cette volonté de changement des années 1981-1982 fait rapidement place au retour des pratiques anciennes : intervention directe du chef de l'État, recours à des missi dominici et à des réseaux plus ou moins officiels, multiplicité des acteurs plus ou moins bien coordonnés,. Les trois tournées en Afrique subsaharienne effectuées par Mitterrand respectivement en mai 1982, octobre 1982 et janvier 1983 témoignent de l'importance accordée par le chef de l'État aux relations avec le continent africain et de la primauté de l'Élysée après le renvoi de Jean-Pierre Cot en décembre 1982.
| - Ronald Reagan et Hissène Habré en 1987, président du Tchad de 1982 à 1990. - Idriss Deby en 2012, président du Tchad pendant 30 ans de 1990 à 2021. |

La situation au Tchad va forcer la France socialiste à perpétuer son rôle de protecteur du « pré carré » africain par l'usage de la force militaire, tant décrié avant 1981, lorsque la diplomatie s'avère insuffisante. Avec l'aide de la Libye, Goukouni Oueddei prend le dessus sur Hissène Habré en 1981. En s'appuyant sur la médiation d'Omar Bongo, la France obtient le départ des troupes libyennes du territoire tchadien en novembre 1981. Habré en profite pour mener l'offensive et prendre le pouvoir à N'Djaména en juin 1982. La France accepte ce changement de régime car, dit Mitterrand, elle « n'a pas vocation à se mêler des conflits internes de l'Afrique ». En février 1983, fortement soutenu par la Libye, Oueddei reprend le contrôle du nord du Tchad. Balançant entre idéologie tiers-mondiste et réalisme sécuritaire, le gouvernement français hésite sur la conduite à tenir. Il se résout finalement à lancer l'opération Manta en août 1983 avec d'importants moyens militaires terrestres et aériens,. L'indécision des combats, la pression des chefs d'État africains qui demandent à la France d'honorer ses engagements, et l'engagement des États-Unis auprès d'Habré, qui pourraient finir par exercer une influence dominante en Afrique francophone au détriment de la France ont finalement convaincu Mitterrand d'intervenir directement dans le conflit en vertu des accords de défense en vigueur face à l'agression militaire libyenne. Après plusieurs épisodes de cessez-le-feu et de reprise des combats, la Libye renonce définitivement en septembre 1987 à mettre la main sur le Tchad.
| - Omar Bongo en 1973, président du Gabon pendant 41 ans, de 1967 à 2009. - Gnassingbe Eyadema en 1983, Président de la République togolaise pendant 37 ans, de 1967 à 2005. |

La fin de la guerre froide fait passer au premier plan les enjeux de démocratisation et de développement économique et social aux dépens des questions de sécurité. La France doit réviser son cadre de référence pour sa politique en Afrique francophone. Le discours de La Baule prononcé le 20 juin 1990 par Mitterrand dans le cadre du 16e sommet franco-africain en trace la nouvelle orientation : « La France liera tout son effort de contribution aux efforts qui seront accomplis pour aller vers plus de liberté », tempérée toutefois l'année suivante par l'affirmation du soutien à la « démocratie, bien sûr, mais chacun à son rythme ». Cette évolution de la politique de la France va se traduire par l'instauration du multipartisme et une transition démocratique dans la plupart des pays d'Afrique francophone. Toutefois cette transition s'accompagne de violences dans plusieurs pays, obligeant la France à intervenir plus ou moins directement et in fine à soutenir dans certains cas des régimes peu démocratiques, comme au Gabon ou au Togo. En réalité, selon les mots de Mitterrand en novembre 1994 lors du sommet de Biarritz, il n'est pas question de « brader la politique africaine de la France » qui continue de défendre son « pré carré » contre les menées des autres puissances et des organismes multilatéraux comme le FMI ou la Banque mondiale désireux de dicter leur doctrine à des pays africains en difficulté économique.
En 1994 et 1995, dans le contexte de la fin du second mandat de Mitterrand, affaibli par la maladie, la « Françafrique » fait plus que jamais figure de néocolonialisme. Les activités des mercenaires comme Bob Denard, la corruption et les réseaux à travers l'affaire Elf font les grands titres des médias et mobilisent l'attention du grand public,. Surtout le génocide des Tutsi au Rwanda, dans lequel la France a sa part de responsabilité et le chef de l'État est directement mis en cause pour ne pas avoir pris en compte les alertes le précédent et avoir tardé à réagir, est devenu le douloureux symbole d'une politique de défense de la zone d'influence française au détriment des dimensions humaines et démocratiques mises en avant par les socialistes aux origines de la présidence Mitterrand,,.

## Chirac: néo-gaullisme dans un monde en mutation (1995-2007)

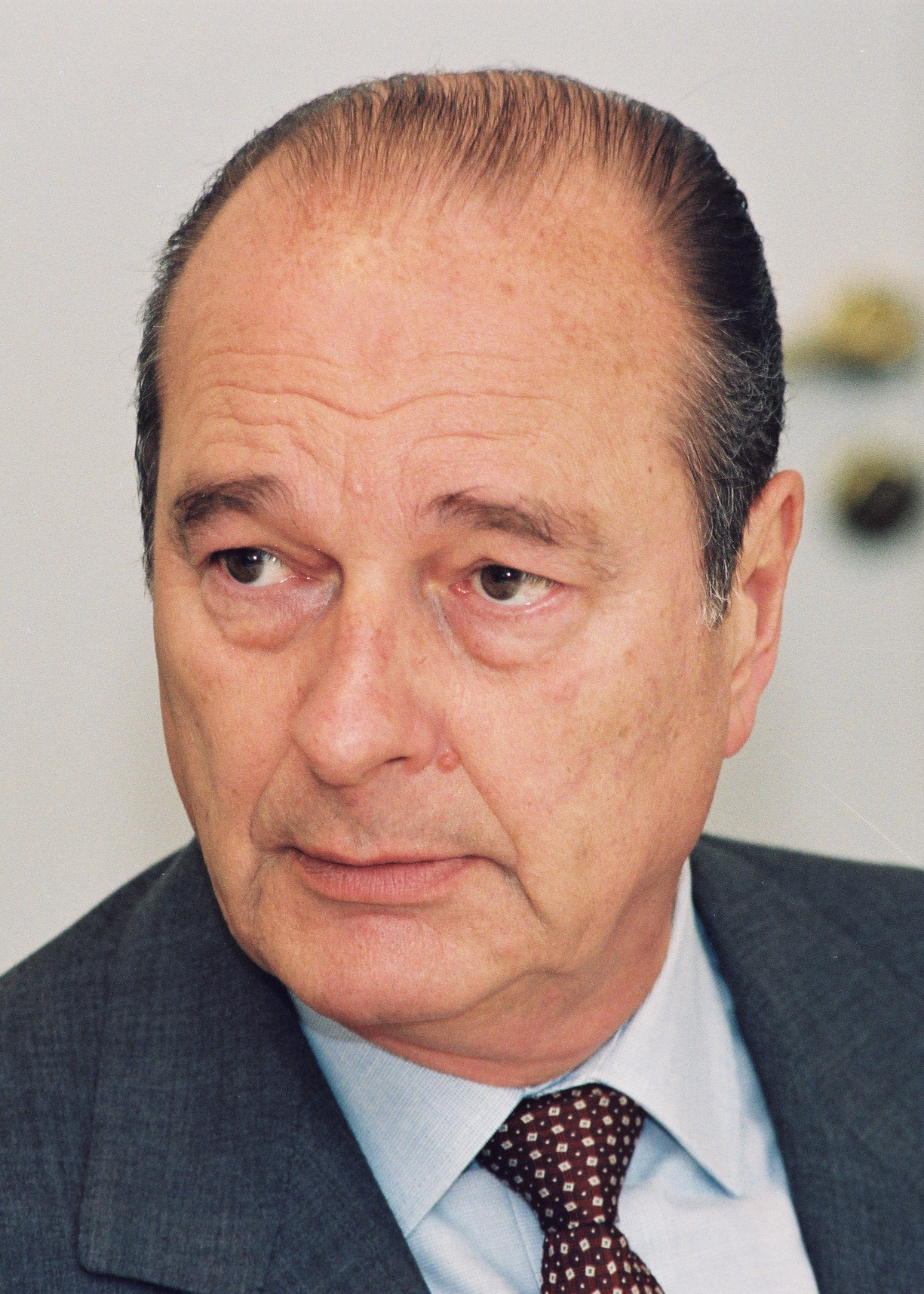
Jacques Chirac en 1997.

Jacques Chirac succède à Mitterrand pour un premier mandat de sept ans en mai 1995. La constitution ayant été modifiée, il est réélu en 2002 pour un mandat de cinq ans. Se réclamant du gaullisme, Chirac mène une politique étrangère marquée par quelques décisions spectaculaires qui affirment le rang de la France dans le monde, mais placée aussi sous le signe du réalisme quant aux moyens limités de la France dans un monde encore dominé par les États-Unis où commencent à apparaître de nouvelles puissances étatiques ou non-étatiques capables de les défier et d'établir de nouvelles règles dans les relations internationales.
D'emblée Chirac marque les esprits avec l'annonce en juin 1995 de la reprise des essais nucléaires français. Cette décision suscite une réprobation quasi générale dans le monde. Le dernier des six essais est effectué en janvier 1996. En signant le traité de Rarotonga en mars 1996 et le traité d’interdiction complète des essais nucléaires en septembre 1996, la France s'engage à mettre un terme définitif à ses essais nucléaires.

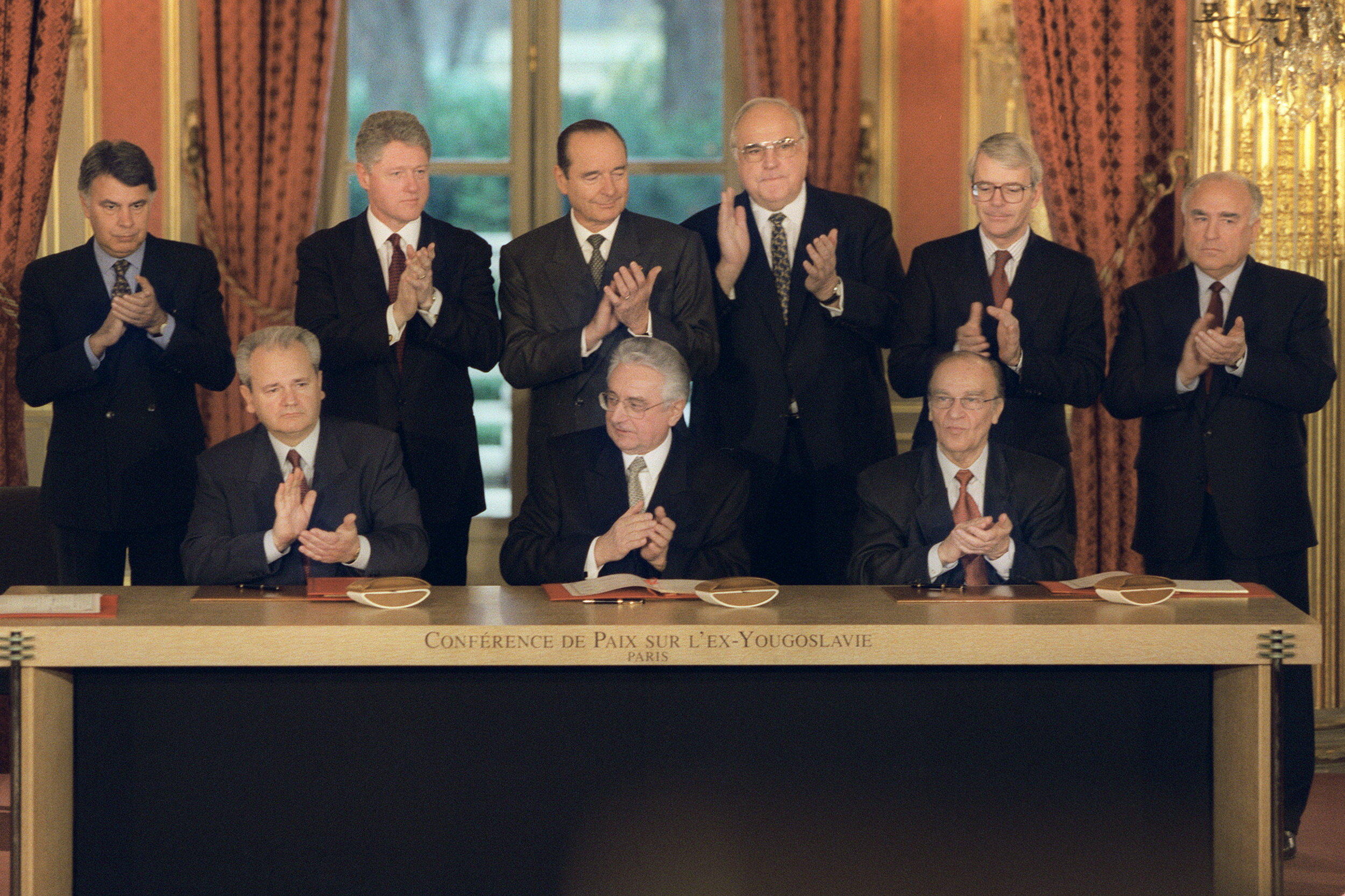
Signature des accords de Dayton le 14 décembre 1995 à Paris.

Dans la guerre de Bosnie-Herzégovine où la situation humanitaire est catastrophique au printemps 1995, le nouveau président affirme son volontarisme. La France prend l'initiative de la résolution 998 du Conseil de sécurité, qui met l'accent sur la responsabilité de la partie des Serbes de Bosnie, pour renforcer la FORPRONU et lui permettre ainsi de s'interposer par la force. Ce sursaut des Européens n'est pas suffisant pour empêcher le massacre de Srebrenica en juillet 1995 mais il décide les États-Unis à intervenir en s'appuyant sur l'OTAN et en ne laissant pas d'autre choix aux Serbes de Bosnie que d'accepter un règlement de paix. Bill Clinton orchestre les pourparlers de Dayton et en reçoit tout le crédit, ne laissant qu'un rôle mineur aux Européens même si l'accord obtenu reprend le schéma qu'ils avaient proposé et même s'ils sont présents lors de sa signature formelle à Paris le 14 décembre 1995.

### Turbulences atlantiques
S'appuyant sur ce succès en Bosnie-Herzégovine, Clinton impose les thèses américaines concernant l'évolution de l'OTAN. Chirac souhaite le retour de la France dans la structure de commandement intégré de l'OTAN, mais doit y renoncer faute de trouver un compromis acceptable avec les Américains sur un partage des rôles moins défavorable aux Français et plus largement aux Européens.
Durant la présidence de George W. Bush, les attentats du 11 septembre 2001 ont pour conséquence que les États-Unis exercent leur puissance de façon plus unilatérale que jamais. La France, qui se voit comme une puissance moyenne mais à ambition globale, ne peut accepter un rôle de vassal soumis aux décisions prises à Washington. La stupeur provoquée par ces attentats conduit initialement la France et toute la communauté occidentale à soutenir la riposte américaine en Afghanistan. Paris contribue au vote de la résolution 1368 à l'ONU qui reconnaît le droit à la légitime défense des Américains et se montre totalement solidaire de ses alliés de l'OTAN où pour la première fois depuis 1949 l'article 5 du traité de l'Atlantique nord est invoqué.
Toutefois, la France se montre circonspecte vis-à-vis du concept de « guerre contre le terrorisme » développé par l'administration Bush et s'inquiète des discours menaçants tenus à l'encontre de l'Irak à partir de début 2002. Le refus de la France en 2003 de soutenir l'intervention militaire des États-Unis en Irak est resté le symbole d'une politique française capable de s'opposer à la politique américaine. Si ce refus marque la pire crise des relations entre la France et les États-Unis durant la présidence de J. Chirac, celles-ci sont dans la durée avant tout soumises à la tendance des États-Unis à profiter de leur « hyper puissance » pour s'affranchir du multilatéralisme et à imposer leurs vues partout dans le monde, y compris en Europe.

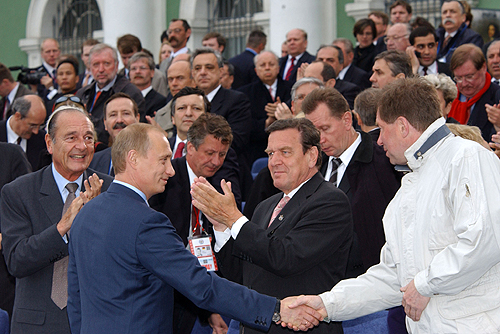
Poutine, Schröder et Chirac à Saint-Pétersbourg en mai 2003 lors d'un sommet Russie-UE.

Fidèle à la tradition gaulliste de politique d'équilibre entre les grandes puissances, Chirac s'oppose à la marginalisation de la Russie, pourtant en situation de crise et bien loin de peser sur l'échiquier mondial durant les années 1990. Il s'appuie pour ce faire sur la bonne relation qu'il a nouée avec Boris Eltsine avant la disparition de l'URSS et sur le soutien que Kohl lui apporte à ce propos,. Chirac obtient des États-Unis la signature de l'Acte fondateur sur les relations entre l'OTAN et la Russie en mai 1997, avant que l'OTAN n'engage officiellement l'adhésion des PECO que la Russie voudrait voir rester dans sa zone d'influence. Le président français prend l'initiative dès 1996 de proposer d'élargir le G7 à la Russie qui fait « partie intégrante de l'architecture européenne de sécurité » et continue d'avoir un poids politique fort dans certaines parties du monde. Le G7 devient officiellement le G8 à partir du sommet de Birmingham en 1998,,.

### Élargissement et approfondissement de l'Union européenne
Malgré la tiédeur de son parti, le RPR, vis-à-vis de la construction européenne, Chirac poursuit résolument les deux grands chantiers européens en cours, l'élargissement aux pays de l'Europe centrale et orientale (PECO) et l'achèvement de l'union économique et monétaire (UEM), auxquels il ajoute celui de « l'Europe puissance ».

#### Élargissement aux PECO
Rompant avec les réticences françaises du début des années 1990, il se dit favorable lors de sa visite d'État en Pologne en septembre 1996 à l'entrée de la Hongrie, de la Pologne et de la Tchéquie dans l'Union avant l'an 2000. Les Quinze lancent formellement le processus d'adhésion des PECO lors du Conseil européen des 12 et 13 décembre 1997. Ce processus aboutit au cinquième élargissement de l'UE, en deux temps avec l'entrée de dix nouveaux États membres en 2004, puis de deux en 2007.

#### Approfondissement stoppé par l'échec de la ratification de la constitution européenne
L'adoption en juin 1997 du Pacte de stabilité et de croissance, puis en mai 1998, de la liste des onze États qui remplissent les conditions pour l'usage de l'euro comme monnaie unique confirment le passage à la troisième phase de l'UEM à compter du 1er janvier 1999. L'euro (€), monnaie unique de l'UEM, est en usage sous sa forme scripturale le 1er janvier 1999, puis est mis en circulation le 1er janvier 2002 sous sa forme fiduciaire.
En revanche, sur le plan de la réforme des institutions préalable à l'élargissement et de l'approfondissement de l'union politique le bilan est négatif. Faute d'un tandem franco-allemand fort, les révisions introduites par le traité d'Amsterdam (1997) et le traité de Nice (2001) sont minimales. Ce dernier est vu comme un revers pour la présidence française du second semestre 2000 et montre l'affaiblissement de l'influence française sur l'avenir de l'Union,. Européen davantage par pragmatisme que par conviction profonde, Chirac rejette l'idée d'une fédération européenne et reste fidèle au dogme gaulliste de l'Europe des États-nations. Mais, anticipant sur les limites du traité de Nice et se plaçant dans une perspective à long terme, il se prononce 27 juin 2000 devant le Bundestag pour une refondation institutionnelle de l'Europe, qui devrait aboutir à l'adoption d'une Constitution européenne que les peuples seraient amenés à ratifier. Après trois ans de travaux, le traité établissant une constitution pour l'Europe est signé à Rome le 29 octobre 2004. Le résultat négatif du référendum de ratification en France, joint à celui des Pays-Bas trois jours plus tard, scelle le sort de ce traité. Après cet échec, la France n'est plus en position de prendre de nouvelles initiatives européennes, d'autant plus que Chirac est affaibli par un accident de santé en septembre 2005 qui pèse sur la fin de son mandat.

#### «Europe puissance»
Si la notion d'Europe puissance émerge durant les présidences de Giscard d'Estaing et de Mitterrand, elle devient avec Chirac l'un des axes constants de sa politique étrangère,. Fidèle à l'approche intergouvernementale de la construction européenne, Chirac pense qu'avec l'Allemagne et le Royaume-Uni, la France peut impulser une politique européenne internationale et sécuritaire en propre, crédibilisée par la puissance économique incontestable de l'UE et qui ne soit pas systématiquement alignée sur celle des États-Unis. Durant sa présidence, l'Europe se donne pas à pas les moyens d'exister en tant que puissance en matière de politique étrangère et de défense, mais Paris doit bien admettre que l'Alliance atlantique demeure aux yeux de ses partenaires européens le pilier de leur sécurité et que l'Europe de la défense ne peut se développer complètement en dehors de l'OTAN,. En juin 1996, une étape est franchie lors du Conseil de l'Atlantique nord qui acte l'émergence d'une identité européenne de sécurité et de défense au sein de l'OTAN,. En octobre 1997, le traité d'Amsterdam renforce la PESC. En décembre 1998, la déclaration commune de Saint-Malo sur la défense européenne signée par Chirac et Blair, appelant à l'établissement de moyens militaires autonomes pour l'Union européenne, est une étape décisive pour la construction de l'Europe de la défense.

### Renouveau de la politique arabe
La politique arabe de la France fait partie pour Chirac de l'héritage gaullien qu'il revendique. Sa bonne connaissance du Moyen-orient et les relations étroites qu'il a noué depuis longtemps avec nombre de dirigeants dans la région le convainquent de la nécessité d'œuvrer à désamorcer l'affrontement qu'il voit se profiler entre le monde occidental et le monde arabe-musulman. Chirac est aussi convaincu que l'UE doit y être davantage associée pour espérer peser dans la région, par exemple par le biais de l'aide accordée aux Palestiniens. Le discours qu'il prononce au Caire le 8 avril 1996 est porteur de cette ambition. Ce dessein se trouve dans la pratique largement contrecarré par l'assassinat d'Itzhak Rabin en novembre 1995 et par le terrorisme palestinien, dû au Hamas principalement, qui compromettent le processus de paix israélo-palestinien et par l'intérêt croissant porté au Moyen-orient par les États-Unis.
Au début de son septennat, en 1995 et 1996, Chirac soutient la mise en place du partenariat euro-méditerranéen et il effectue au Maghreb et au Moyen-Orient treize déplacements officiels qui témoignent de l'intérêt qu'il porte à cette région. Il participe notamment au sommet anti-terroriste de Charm El Cheikh du 13 mars 1996. Sa première priorité est de soutenir le processus de paix israélo-palestinien. Pour les États-Unis, la priorité est la lutte antiterroriste. Pour la France et l'UE dans son ensemble, il faut lutter contre le terrorisme mais sans prendre de mesures punitives contre les Palestiniens et en maintenant l'aide économique aux palestiniens. La France ne pourra rien contre l'enlisement de plus en plus profond du processus de paix,,.
En 1995, le Liban est dans un état de paix relative, mais la présence des troupes syriennes et israéliennes (dans le Sud) limitent fortement son autonomie. Au Liban, l'allié de toujours au Proche-orient, la France n'a souvent pas d'autre choix que de mener son action en coopération avec les États-Unis. En avril 1996, pour mettre fin à l'opération Raisins de la Colère de l'armée israélienne contre le Hezbollah au Liban du Sud, la France et les États-Unis obtiennent un cessez-le-feu dont ils assurent conjointement la surveillance ; pour obtenir ce résultat, la diplomatie française a du vaincre les réticences d'Israël et des États-Unis peu enclins laisser une place à la France. En septembre 2004, la France et les États-Unis co-rédigent la résolution 1559 du Conseil de sécurité des Nations unies qui exige notamment, à la satisfaction d’Israël, le retrait du Liban des troupes syriennes et la dissolution des milices libanaises.
En 2003, en pleine guerre d'Irak, les États-Unis formalisent une politique globale au Moyen-Orient à travers le projet de « Grand Moyen-Orient » d'inspiration libérale et néo-conservatrice. Lors du G8 à Sea Island en juin 2004, le projet américain est adopté sous le nom de Partenariat pour le progrès et un avenir commun avec le Moyen-Orient élargi et l'Afrique du Nord. La France cherche par là à se réconcilier avec les États-Unis pour préserver ses intérêts économiques et politiques qui souffrent du French bashing qui résulte de son opposition à la guerre en Irak l'année précédente.

### Mutations de la politique africaine
Lorsque Chirac s'installe à l'Élysée, il a depuis longtemps obtenu l'appui des réseaux africains historiques et développé des relations personnelles avec nombre de chefs d'État africain. Malgré la maladie, Foccart occupe à l'Élysée de 1995 jusqu'à sa mort en 1997 un poste de représentant personnel du chef de l'État auprès de ses homologues africains. Toutefois durant la cohabitation des années 1997-2002, l'organisation des relations entre l'État français et l'Afrique subit d'importantes mutations qui tendent à en éliminer les particularités et à donner davantage de place aux dimensions panafricaines et européennes. Ainsi le ministère de la Coopération est intégré au ministère des Affaires étrangères fin 1998. La CFD devient l'AFD dans le cadre de la réforme de la politique de coopération ; elle est désignée comme opérateur principal de l’aide française au développement, sous la double tutelle du ministère des Affaires étrangères et de celui de l’Économie et des Finances,.
Lionel Jospin, Premier ministre des années de cohabitation, souhaite que la politique africaine soit gouvernée par deux principes fondamentaux : ni ingérence, ni indifférence. Il s'agit notamment de mettre fin à l'interventionnisme militaire dans les pays du pré carré et de continuer à encourager la démocratisation des régimes. Mais, pour maintenir l'influence économique et stratégique de la France, la diplomatie française soutient activement les dirigeants qui ont sa préférence lors des crises qui secouent la République du Congo, la RDC, Madagascar et surtout la Côte d'Ivoire,.
Chirac reprend à son compte le principe que l'aide au développement soit conditionnée à la démocratisation, instauré par Mitterrand en 1990. Mais il en atténue la portée : à Brazzaville en juillet 1996, il déclare que la France doit « repenser dans un esprit de tolérance son accompagnement de l’Afrique sur le difficile chemin de la démocratie… qui est un état d’esprit, le fruit d’un long apprentissage ». En pratique, la France ferme les yeux sur les agissements des régimes autoritaires avec lesquels elle entretient des relations privilégiées, au premier rang desquels le Togo, le Burkina Faso, le Gabon, le Maroc ou la Tunisie.
Durant la présidence de Jacques Chirac, l'influence de la France en Afrique diminue. Forts de leur hégémonie mondiale au lendemain de la fin de la guerre froide, les États-Unis renforcent leur présence sur le continent africain, riche en matières premières et en pétrole et perméable au terrorisme islamique. Dans le même temps, l'image de la France se dégrade en raison du soutien apporté à des régimes impopulaires et du durcissement de la politique migratoire. Par ailleurs, l'aide publique au développement (APD) s'est réduite : selon les données publiées par l'OCDE, elle représente 0,64 % de la richesse nationale en 1994, puis baisse continûment jusqu'en 2000/2001 où elle n'en représente plus que 0,32 %. Dans le même temps, le nombre de coopérants techniques diminue également. Réélu en 2002 et affranchi de la cohabitation avec les socialistes, Chirac décide d'inverser la tendance : l'APD remonte en 2005/2006 à 0,47 %,.
La crise politico-militaire en Côte d'Ivoire de 2002 à 2007 place la France au cœur d'une situation dont elle n'est pas directement responsable mais dont elle devient l'otage, et qui la conduit à être en première ligne et à renouer avec l'intervention militaire, sans pour autant vouloir imposer une solution aux protagonistes. La difficulté de mettre en place un cadre multilatéral de gestion de la crise et de négociation d'une solution de sortie de crise, couplée à la posture ambivalente de la France à l'égard du président Gbagbo, conduisent à ce que la crise s'enlise et donne lieu dans les moments les plus aigus à de violents affrontements franco-ivoiriens. La longue crise ivoirienne illustre la difficulté pour la France de trouver une voie efficace entre les méthodes expéditives de la « françafrique » de l'époque Foccart et le « ni ingérence, ni indifférence » de Jospin. Cette crise montre aussi l'impuissance croissante de la France à imposer ses vues en Afrique,,.

## Sarkozy et Hollande: relations extérieures dans un monde multipolaire (2007-2017)

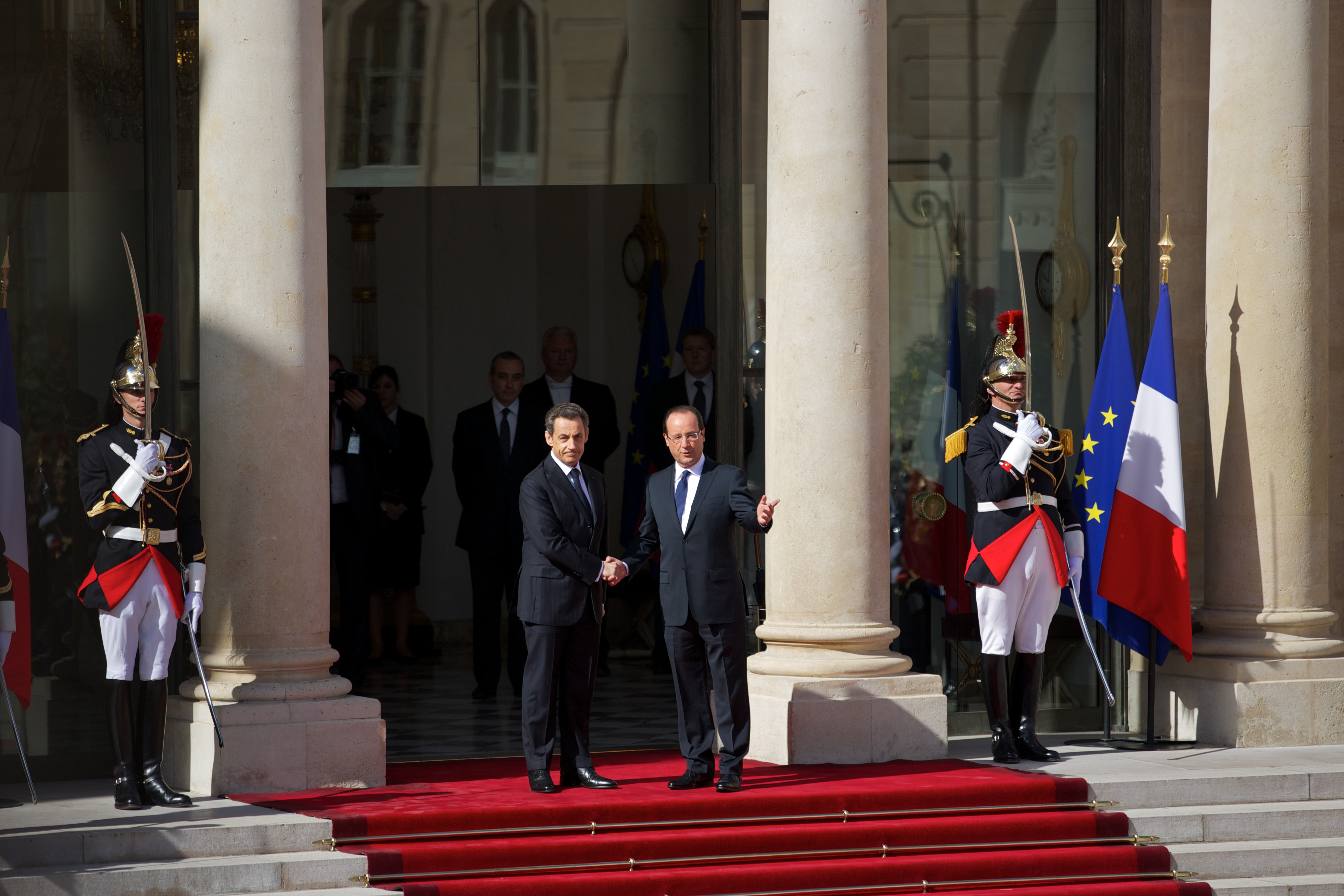
Nicolas Sarkozy et François Hollande lors de la passation de pouvoirs, le 15 mai 2012 au palais de l'Élysée.

Issu de la famille politique de Chirac, Nicolas Sarkozy est élu à la présidence de la République en mai 2007. François Hollande, issu de la famille politique socialiste, lui succède en mai 2012. Les deux hommes ont été peu préparés à la gestion des affaires internationales, ont des tempéraments très différents, mais tous deux s'investissent fortement dans les affaires internationales, engagent la France hors d'Europe dans des interventions militaires spectaculaires et demeurent fidèles à la politique de dissuasion nucléaire française. Sarkozy est sans cesse en première ligne au risque d'improvisations et d'impairs sur des dossiers auxquels il s'était peu intéressé avant son élection ; en contrepartie, son activisme lui vaut des succès qui sont portés à son crédit personnel. Le style de Hollande, tout en mesure et en rondeur dans l'expression, est bien différent de celui de son prédécesseur. Pour autant, sa politique vis-à-vis des États-Unis et de l'Europe est marquée par une grande continuité avec celle de Sarkozy. Le quinquennat de Hollande est jalonné de crises en nombre et en intensité supérieures à celles des précédents, auxquelles il fait face sans hésiter à engager la force armée avec pragmatisme,.

### Réponses de la France à la primauté contestée du monde occidental
Le Livre blanc sur la défense et la sécurité nationale 2008 fait le constat que « la mondialisation transforme en profondeur les fondements mêmes du système international ». La France se trouve confrontée à l'émergence de nouvelles puissances et de menaces émanant d’États et de groupes non étatiques transnationaux qui contestent de plus en plus fortement l'ordre occidental qui dominait largement le monde depuis la fin de la guerre froide. Le Munich Security Report 2015 souligne le regain de la compétition entre les acteurs clés de la géopolitique mondiale et le refus de nouveaux acteurs comme la Chine ou la Russie de s'inscrire dans l'ordre mondial instauré depuis la seconde Guerre mondiale par les États-Unis et leurs alliés.

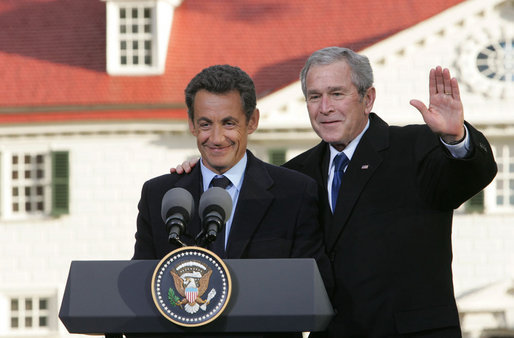
N. Sarkozy et G. W. Bush à Mount Vernon en novembre 2007.

Sarkozy réaffirme avec force l'appartenance de la France à la « famille occidentale ». Déjà envisagée par Chirac au début de son septennat, la réintégration de la France dans le commandement intégré de l'OTAN est annoncée à Washington le 7 novembre 2007,,. Elle est effective en 2009 malgré l'opposition socialiste au Parlement. Hollande, après l'avoir envisagé, ne revient pas sur cette décision. Le rapprochement avec les États-Unis, voulu par Sarkozy qui rencontre George W. Bush sept fois entre juin 2007 et novembre 2008 ne signifie pas que leurs positions sont alignées sur tous les sujets mais traduit une volonté de dialogue systématique. Des désaccords existent sur l'adhésion de l'Ukraine à l'OTAN dont la France ne veut pas afin de ne pas provoquer Poutine, ou sur la crise des subprimes qui dégénère en crise bancaire et financière mondiale. La relation qu'entretiennent ensuite Sarkozy puis Hollande avec Barack Obama, dont le rejet du néo-conservatisme de l'ère Bush convient mieux aux Européens, est exempte de crises. Mais le refus d'Obama d'intervenir en Syrie en 2013 est vécu par Hollande comme une erreur et l'illustration du recentrage des États-Unis sur l'Asie.

### L'UE centrée sur la gestion des crises intérieures et extérieures depuis l'adoption du traité de Lisbonne
Nicolas Sarkozy contribue activement à effacer l'échec de la constitution européenne par l’adoption et la ratification du traité de Lisbonne qui en reprend la plus grande partie des dispositions, puis profite de la présidence tournante du Conseil européen par la France au second semestre 2008 pour lancer plusieurs initiatives avec un bilan toutefois contrasté. En juillet 2008, l'Union pour la Méditerranée est fondée pour renforcer le Partenariat euro-méditerranéen mis en place en 1995 sous le nom de Processus de Barcelone. Le Pacte européen sur l'immigration et l'asile est adopté par le Conseil européen en octobre 2008, qui ne fonde toutefois pas une véritable politique commune et laisse aux États l'essentiel de leur souveraineté en la matière. Enfin, lors du Conseil de décembre 2008, les 27 États membres parviennent à un accord politique sur le « Paquet énergie-climat » préparé par la Commission.
Mais dès 2008, la politique européenne des présidents Sarkozy et Hollande va être centrée avant tout sur la gestion de crises successives :
- La crise des relations entre la Russie et l'UE, qui résulte de l'intervention militaire russe en Géorgie, du conflit gazier de 2008-2009 entre la Russie et l'Ukraine, des désaccords persistants avec la Russie sur la politique énergétique et surtout de la crise ukrainienne de 2013-2014[q] ;
- La crise financière mondiale de 2007-2008, née aux États-Unis, qui engendre une crise économique mondiale qui touche particulièrement l'UE entre 2008 et 2012 ;
- La crise de la dette dans la zone euro, partie de la crise de la dette publique grecque, qui s'étend en 2010-2011 à d'autres pays de la zone euro et menace l'existence même de l'euro ;
- La crise migratoire, amplifiée par l'afflux de réfugiés de la guerre civile syrienne, dont le pic est atteint en 2015 avec l'entrée de plus d'un million de migrants dans l'espace Schengen ;
- La crise du Brexit ouverte par la victoire du non au référendum sur l'appartenance du Royaume-Uni à l'Union européenne le 23 juin 2016.

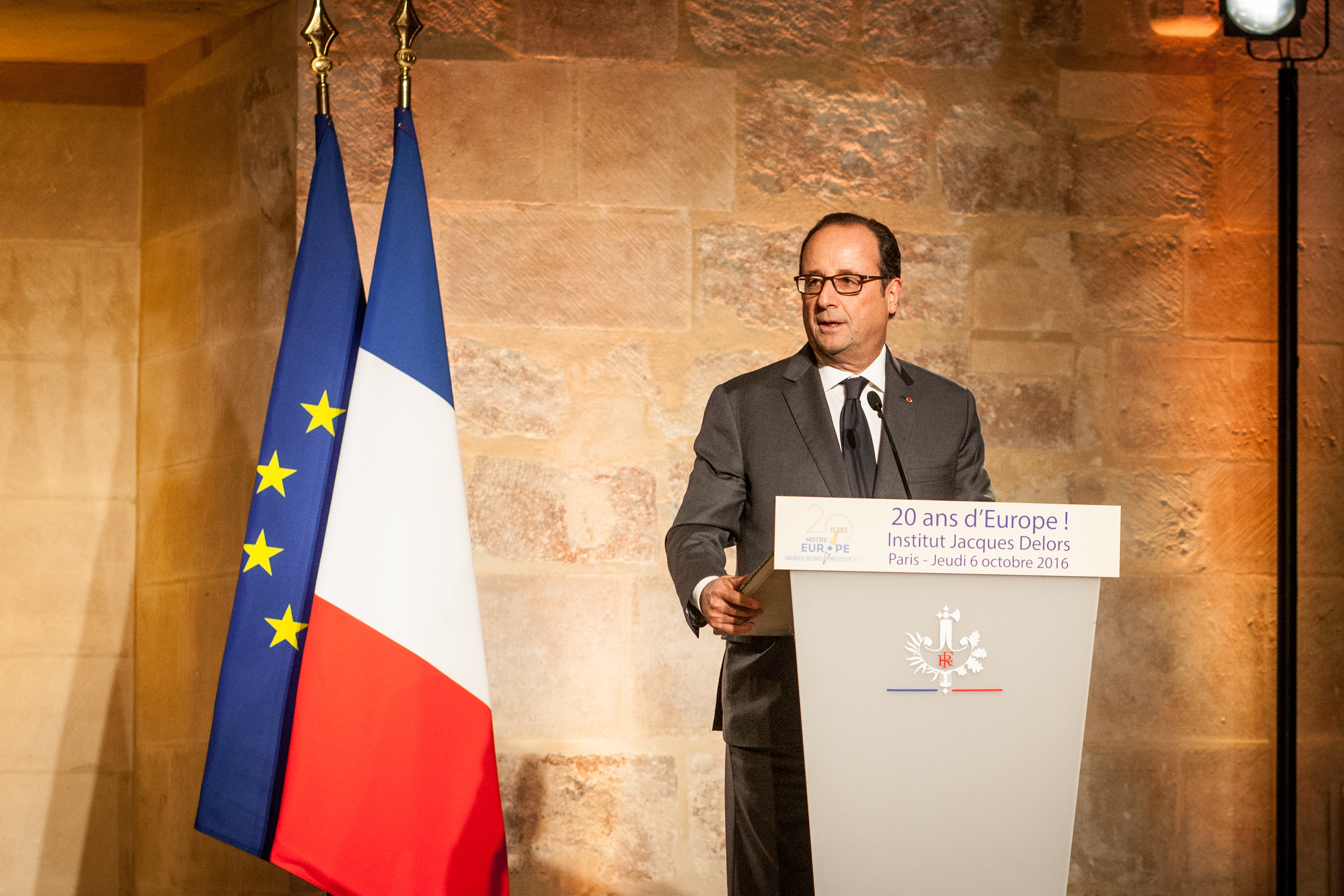
François Hollande à l'institut Jacques Delors.

L'UE et la zone euro résistent finalement aux crises financière et économique. La ligne de la rigueur budgétaire soutenue par Berlin l'emporte, amendée de compromis trouvés difficilement par le duo franco-allemand dont l'entente n'est pas au niveau de celui formé par Giscard d'Estaing et Schmidt. En mai 2010, les dirigeants européens viennent à bout des réticences allemandes et finissent par s'accorder sur un plan d'aide à la Grèce et sur la création du Fonds européen de stabilité financière (FESF) et du Mécanisme européen de stabilité financière (MESF) pour endiguer la crise de l'euro et de l'économie européenne,. Hollande accepte le pacte budgétaire européen qui entre en vigueur le 1er janvier 2013, mais obtient qu'il soit accompagné d'un « pacte de croissance », d'une promesse d'union bancaire et d'un fonds européen pour les investissements stratégiques, dans le cadre du « plan Juncker »,.
À l'institut Jacques-Delors en octobre 2016, François Hollande considère que l'UE est touchée par une crise de ses fondements avec le départ d'un pays, des divisions profondes au sein de l'Union, des divergences qui se sont accentuées, le retour des nationalismes, et la montée des populismes.

#### Relations avec la Turquie
Nicolas Sarkozy est opposé à l'adhésion de la Turquie à l'UE dont la négociation a formellement débuté en 2005. Après son élection, il pose ses conditions pour la poursuite de la négociation qui se poursuit au ralenti. À son tour, François Hollande ne la bloque pas mais se montre très prudent sur ce sujet. Ankara se heurte aux fortes réserves de Paris et Berlin à l'entrée d'un pays de 76 millions d'habitants à majorité musulmane, et dont les dirigeants bloquent le règlement de la partition de Chypre. La guerre civile en Syrie se traduit par un afflux massif de migrants qui oblige les Européens à négocier avec les Turcs. Un premier accord sur l'immigration est signé entre l'UE et la Turquie en décembre 2013, en vertu duquel celle-ci s'engage à reprendre les migrants qui ont transité par son territoire et sont entrés illégalement sur le sol européen. La visite du chef de l'État en Turquie en janvier 2014 est un signal fort pour Ankara de reprise du dialogue avec l'Union européenne.
En novembre 2015, les chefs d'État ou de gouvernement de l'UE tiennent une réunion avec la Turquie qui permet d'établir de nouveaux accords sur les migrants et de relancer le processus d'adhésion. Les reculs constatés en matière d'état de droit faisant suite à la tentative de coup d'État de 2016 en Turquie conduisent à un nouveau gel des négociations d'adhésion,.

### Interventionnisme extérieur

#### Orientations politiques générales
| Président   | Nom OPEX                   | Année | Effectif |
| ----------- | -------------------------- | ----- | -------- |
| J. Chirac   | IFOR / SFOR                | 1995  | 2 500    |
| J. Chirac   | Trident / KFOR             | 1999  | 5 300    |
| J. Chirac   | Héraclès / Pamir / Épidote | 2001  | 4 000    |
| J. Chirac   | Licorne                    | 2002  | 4 000    |
| J. Chirac   | Baliste                    | 2006  | 1900     |
| J. Chirac   | Daman / FINUL II           | 2006  | 1650     |
| N. Sarkozy  | EUFOR Tchad/RCA            | 2009  | 1 850    |
| N. Sarkozy  | Harmattan                  | 2011  | 2 400    |
| F. Hollande | Serval / Barkhane          | 2013  | 3 200    |
| F. Hollande | Sangaris                   | 2014  | 2 000    |
| F. Hollande | Chammal / Inherent Resolve | 2014  | 1 000    |

Les OPEX sont peu nombreuses sous la Quatrième République et durant la présidence de Charles de Gaulle et de Georges Pompidou. Leur nombre croît ensuite de 1974 à 1990 : durant cette période une quarantaine d'opérations sont menées, dont la moitié dans le pré carré africain où la France entend conserver son rôle de « protecteur » des jeunes États indépendants. Depuis la fin de la guerre froide, leur nombre augmente et leur champ géographique s'est élargi à l'Europe et à l'Asie. François Mitterrand puis Jacques Chirac ont engagé en moyenne cinq OPEX chaque année, mobilisant ainsi jusqu'à 14 000 militaires en 2002 et 2006.
Avec Nicolas Sarkozy et François Hollande les OPEX sont demeurées un des instruments de leur politique étrangère, en nombre réduit mais dans des crises de haute intensité nécessitant l'engagement de moyens de guerre conventionnelle comme l'armée française n'avait pas eu à le faire depuis des décennies. Les effectifs en OPEX passent de 12 000 militaires en 2007 à moins de 7 000 en 2016. Cette réduction résulte notamment de la fin de l'intervention militaire française en Afghanistan.
Les OPEX sont pour la France une manière d'affirmer son rang dans le monde au nom de ses intérêts stratégiques mais aussi de certaines valeurs et de son statut de membre permanent du Conseil de sécurité des Nations unies. Alors que l'Allemagne est de loin la première puissance économique en Europe, la France est avec le Royaume-Uni le seul pays d'Europe occidentale à pouvoir mener des opérations d'une certaine envergure.
L'interventionnisme extérieur de la France est pour une part motivé par l'image qu'elle veut projeter d'être une grande nation, patrie des droits de l'Homme et défenseur des valeurs universelles. Cette vision, développée depuis le XIXe siècle, est devenue partie intégrante de l'identité de la France. La protection des populations civiles est ainsi mise en avant comme la principale motivation de nombreuses OPEX, d'autant plus depuis que la France a été accusée d'avoir laissé faire le génocide rwandais en 1994. Les opérations EUFOR au Tchad et en RCA, Sangaris en RCA et dans une certaine mesure Harmattan en Libye relèvent de cette logique.
Ces interventions sont aussi motivées par la volonté française de préserver sa sphère d'influence en Afrique et au Moyen-Orient et d’apparaître comme une puissance politique et militaire sur la scène internationale, capable de défendre ses intérêts stratégiques et sa sécurité,. La France entend être en mesure d'intervenir dans des zones où peuvent émerger des menaces pour sa propre sécurité, comme les conflits régionaux, les flux de réfugiés, le crime organisé, les urgences humanitaires ou les violations des droits de l'homme,.
Enfin, la défense des intérêts économiques français demeure une motivation forte, bien que peu mise en avant, de préserver la stabilité politique notamment en Afrique où les entreprises françaises sont toujours très présentes même si leur place dans l'économie du continent africain a beaucoup baissé depuis les années 1960,,.
L'interventionnisme extérieur s'inscrit aussi dans le cadre des relations avec les États-Unis et l'OTAN. Il s'agit de montrer aux États-Unis que la France dispose a la capacité de gérer des crises par ses propres moyens et ainsi de rendre plus crédible sa politique d'indépendance nationale qui ne peut s'appuyer sur la seule dissuasion nucléaire. Mais ces interventions mettent aussi en évidence les limites capacitaires des forces armées françaises qui ne peuvent agir seules dans les crises les plus importantes, soit qu'elles participent à une coalition internationale, soit qu'elles bénéficient plus discrètement de l'appui des Américains,.

#### Priorité à la lutte contre le terrorisme djihadiste
Le Livre blanc sur la défense et la sécurité nationale de 2008 comme celui de 2013 identifient le terrorisme international comme l'une des principales menaces sécuritaires auxquelles la France est confrontée. Les interventions extérieures en Afghanistan (Opérations Héraclès / Pamir / Épidote), en Irak et en Syrie (Opération Chammal) ainsi qu'au Sahel (Opération Serval puis Barkhane) sont l'une des réponses apportées par les présidents Sarkozy et Hollande aux avancées territoriales de groupes terroristes islamises comme Daech ou Al-Qaïda au Maghreb islamique. D'importants moyens militaires sont aussi déployés en France même (Opération Sentinelle) pour réduire le risque terroriste sur le sol national.
Le Livre blanc de 2013 précise que la France doit pouvoir intervenir seule, ou bien dans le cadre de l’Union européenne, d’une alliance établie telle que l’OTAN ou d'une coalition formée pour la circonstance. Tout en étant active au Conseil de sécurité et en s'attachant à ce que les opérations qu'elle conduit ou auxquelles elle participe soient autorisées par l'ONU, la France considère que l'ONU n'est pas un cadre de conduite d'opérations intensives de lutte contre ces groupes terroristes. Il en résulte que de 2007 à 2016 ses effectifs engagés dans les opérations sous commandement de l'ONU ont fortement diminué.

### Impossible politique arabe
Chirac affirmait en 1996 que « la politique arabe de la France doit être une dimension essentielle de sa politique étrangère ». Ce concept de « politique arabe globale » est largement battu en brèche dans les années 2000 et 2010. Hubert Védrine, comme d'autres anciens ministres des Affaires étrangères, doute que cela soit possible tant les pays du Moyen-Orient sont différents et divisés.
La multiplication des situations de crise consécutives notamment au « Printemps arabe », au terrorisme islamiste et au programme nucléaire iranien, réduisent la politique étrangère de la France à répondre au coup par coup aux situations nouvelles ainsi créées sans grande stratégie d'ensemble. Du fait des positions tranchées prises par la France vis-à-vis de la Syrie ou de l'Iran et de ses interventions militaires, la diplomatie française est moins en mesure que par le passé d'agir en médiateur dans la résolution des conflits bien qu'elle puisse encore capitaliser sur la politique arabe des Présidents de Gaulle et Pompidou puis de son opposition à la Guerre en Irak en 2003,. Cet affaiblissement du rôle de la France au Moyen-Orient se traduit notamment par son exclusion de facto des grandes conférences sur le conflit syrien, dans lequel la diplomatie française s'est illustrée par son caractère très offensif contre le régime de Damas sans succès faute du soutien du gouvernement américain,,.
L'inspiration plus atlantiste de la politique menée par Nicolas Sarkozy se traduit par la permanence du soutien français à Israël au nom de la sécurité de l'État juif et à la relégation du conflit israélo-palestinien au second plan des priorités françaises. Ainsi, durant la guerre de Gaza début 2009, la France et les Européens rappellent qu'ils sont « aux côtés d'Israël pour assurer son droit à la sécurité ». De même, lors de la guerre de Gaza de 2014, François Hollande assure le gouvernement israélien de sa « solidarité » et affirme qu’il est « habilité à prendre toutes les mesures pour protéger sa population ».
Pour une part la politique française au Moyen-Orient est guidée par le soutien à l'installation de régimes démocratiques lorsque des circonstances favorables se présentent. Dans le contexte du Printemps arabe qui a pris par surprise les dirigeants occidentaux, la France modifie radicalement sa politique à l'égard de la Libye et de la Syrie.

#### Intervention en Libye

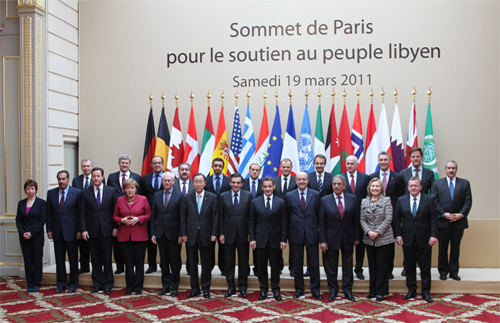
Sommet de Paris pour le soutien au peuple libyen, le 19 mars 2011.

Le président libyen, Mouammar Kadhafi, avait été reçu en visite d'État en France en décembre 2007 pour normaliser les relations diplomatiques après des années de brouille entre les deux pays en raison du soutien libyen au terrorisme contre la France et aux rébellions contre le pouvoir en place au Tchad soutenu par la France. D'importants contrats avaient été annoncés lors de la visite dont très peu se sont concrétisés. Mais lorsqu'en février 2011 le colonel Kadhafi engage son armée contre un soulèvement populaire, la France et le Royaume-Uni prennent conjointement l'initiative de l'adoption de la résolution 1973 par le Conseil de sécurité de l'ONU et de la constitution d'une coalition militaire dont les frappes aériennes vont aboutir au renversement du régime Kadhafi et à la mort du dictateur,. Par la suite, analysant les résultats de cette intervention armée, certains spécialistes du monde arabe se rejoignent pour décrire les conséquences néfastes de cette intervention avec la destruction de l'État libyen dont le pouvoir local est assuré par des tribus régionales, les succès de l'islamisme dans la région et la déstabilisation de la zone sahélo-saharienne entraînant notamment le coup d'État militaire de 2012 au Mali.

#### Impuissance en Syrie

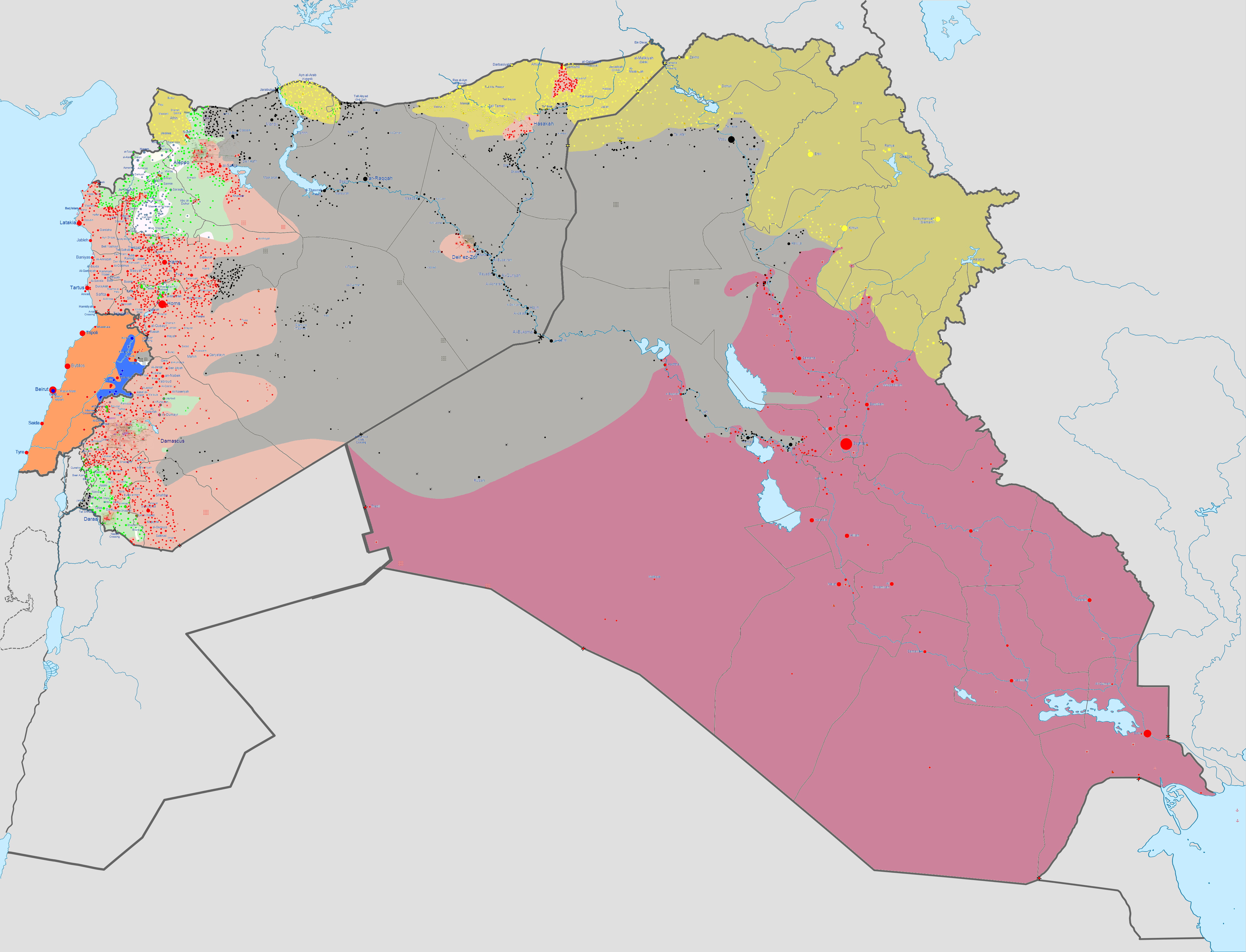
Territoire de l'Etat islamique en juin 2015
Territoire contrôlé par Daech en Syrie et en Irak
Contrôlé par l'Armée syrienne libre
Contrôlé par le régime syrien de Bachar el-Assad
Contrôlé par le gouvernement irakien
Contrôlé par les Kurdes syriens (YPG)
Contrôlé par les Peshmerga kurdes irakiens

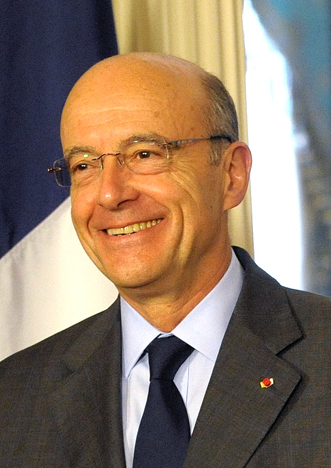
Alain Juppé, ministre des Affaires étrangères, déclare en juin 2011 qu'Assad a perdu sa légitimité à diriger la Syrie.

De même qu'avec Kadhafi, Nicolas Sarkozy renoue avec Bachar el-Assad depuis 2007 avec pour objectifs de stabiliser le Liban et plus globalement le Proche-orient en évitant que la Syrie ne se rapproche encore plus de ses soutiens traditionnels, l'Iran et le Hezbollah libanais. Lorsqu'éclatent au printemps 2011 les manifestations populaires dont l'ampleur menace l'existence même du régime syrien qui choisit de les réprimer violemment, la France prend ses distances avec Assad. La France est rapidement en pointe dans sa condamnation des exactions commises par le régime syrien. L’appel à un départ d’Assad devient le mantra de la politique française, que François Hollande reprend à son compte. La diplomatie française appuie les efforts de l’opposition pour se doter d’une structure politique représentative et soutient les tentatives de médiation des Nations-Unies qui ne débouchent pas parce que le régime, conformément au jugement initial français, n’a jamais envisagé la moindre négociation.
la France, aux côtés de ses alliés américains, britanniques et régionaux, apporte une assistance aux groupes armés d'opposition à Assad, qui reste limitée de crainte de voir des armements sophistiqués arriver dans les mains de groupes djihadistes. Les États-Unis et les Européens demeurent prudents et toute idée d'intervention est longtemps exclue de peur que le chaos qui pourrait en résulter en Syrie ne soit défavorable à la sécurité d'Israël qui demeure la priorité des Occidentaux. En août 2013, après le massacre de la Ghouta, la France est prête à intervenir militairement contre le régime syrien, mais elle se retrouve isolée après la volte-face des Américains et des Britanniques, et doit y renoncer.
La prise de contrôle de larges portions des territoires syrien et irakien par Daech en 2014 conduit les occidentaux à donner la priorité à la lutte contre ce groupe islamiste qui revendique aussi des attentats en France. La France participe à partir de septembre 2014 à la coalition internationale en Irak et en Syrie contre l'État islamique. L'intervention militaire de la Russie en Syrie depuis septembre 2015 a pour effet de consolider le régime syrien et de marginaliser l'action diplomatique française au profit d'initiatives d’abord russo-américaines, puis russo-irano-turques, lorsque les trois pays créent le processus d’Astana. Toutefois, à la fin du mandat de François Hollande, l'échec de Daech à établir un État islamique est acquis.
Au printemps 2017, après six années de guerre, Assad est toujours au pouvoir, mais la Syrie est dévastée. La guerre civile syrienne a fait au moins 400 000 morts et des millions de personnes réfugiées ou déplacées. Elle illustre tragiquement les limites de ce que la France peut faire sur le plan politique ou militaire dans une crise de cette ampleur. La France et l'Union européenne ont concentré leurs actions sur le plan humanitaire et sur la résolution de la crise migratoire en Europe, critique en 2015 et 2016, via notamment la conclusion d'un accord sur l'immigration entre la Turquie et l'Union européenne.

#### Accord sur le nucléaire iranien
La France est partie prenante dans les négociations sur le programme nucléaire iranien menées par le P5+1 depuis 2006. Un accord intérimaire est obtenu en 2013. Vingt mois sont nécessaires pour parvenir à l'accord final dénommé Plan d’action global commun (PAGC) signé le 14 juillet 2015. L'accord est avant tout le résultat de la volonté du président Obama de sortir de l'impasse, même au prix de concessions à l'Iran. Hollande reprend la ligne dure adoptée par Sarkozy avec pour effet de ne peser qu'à la marge sur les points clés de l'accord mais de recueillir le soutien des pays, au premier rang desquels les États du Golfe, qui craignent que l'Iran ne finisse par disposer de l'arme nucléaire. Bien que la France ait été souvent en pointe pour décider de sanctions contre l'Iran, les relations entre les deux pays se développent à nouveau rapidement depuis la signature de l'accord.

### Place devenant centrale des questions climatiques et écologiques

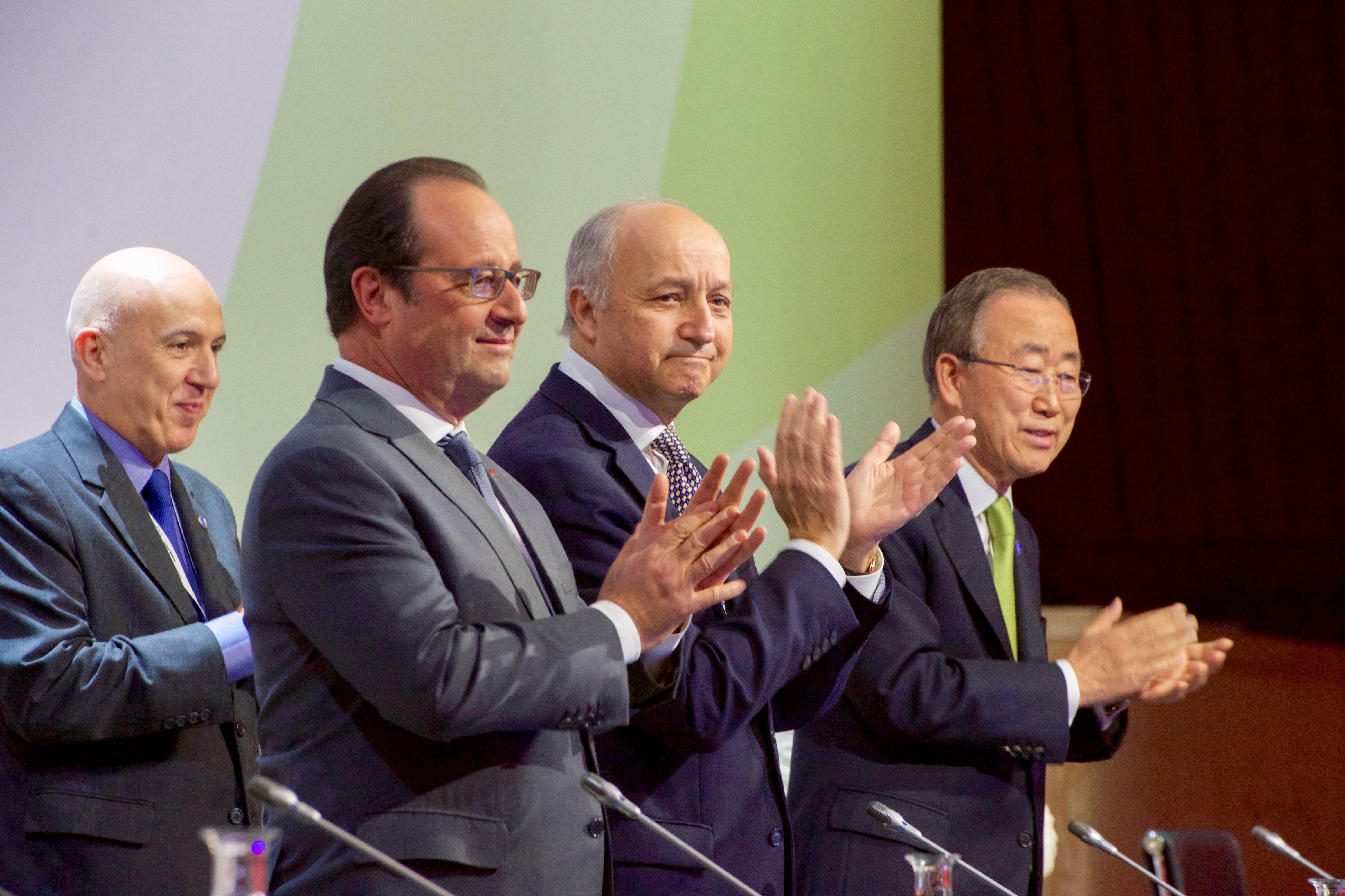
François Hollande, Laurent Fabius et Ban Ki-moon durant la COP21.

Si les appréciations relatives au bilan du quinquennat de François Hollande dans le domaine de l'écologie divergent, un très large consensus existe pour saluer l'accord de Paris sur le climat de 2015 comme un de ses grands succès. À peine élu, lors du G8 en mai 2012, Hollande signe une déclaration appelant à contenir le réchauffement climatique et à assurer la sécurité énergétique nécessaire à la croissance économique, mais le même texte promeut la fracturation hydraulique et les forages en mer. Peu après, la France se porte candidate pour organiser la conférence des Nations unies sur les changements climatiques en 2015, la COP21. La qualité de l'organisation de cette conférence et l'investissement personnel du ministre des Affaires étrangères, Laurent Fabius, ont été des facteurs déterminants pour trouver un accord qui n'était pas acquis d'avance, mais qui n'aurait une fois de plus pas pu être obtenu sans l'engagement des présidents américain et chinois.